# Langonnet
Langonnet [lɑ̃ɡɔnɛt], ou Langoned en breton, est une commune du département du Morbihan, dans la région Bretagne, en France. Elle englobe l'ancienne trève de La Trinité-Langonnet.

## Géographie
| Gourin   | Paule, Plévin, Tréogan | Glomel  |
|          | Langonnet              | Plouray |
| Le Saint | Le Faouët              | Priziac |

### Situation
| - Localisation de la commune de Langonnet dans le département. - Carte de la commune de Langonnet dans son environnement géographique. |

|          | Tréogan Côtes-d'Armor Plévin Côtes-d'Armor Paule Côtes-d'Armor | Glomel Côtes-d'Armor |
| Gourin   | Langonnet                                                      | Plouray              |
| Le Saint | Le Faouët                                                      | Priziac              |

Langonnet fait partie de la partie cornouaillaise du Morbihan et est limitrophe du département des Côtes-d'Armor ; elle faisait partie de l'évêché de Cornouaille. La langue utilisée était le breton cornouaillais jusqu'au basculement linguistique vers le français qui eut lieu dans les années 1950. Le cornouaillais était utilisé dans les cantons de Gourin, du Faouët, tandis que le reste du département parlait le breton vannetais (sauf l'extrémité est qui parlait gallo).
Langonnet est à équidistance de Gourin et du Faouët (9 à 10 km) et se trouve au centre d'un triangle reliant Gourin, Le Faouët et Plouray.

### Relief
La commune comprend de vastes landes plates autour du bourg, connues sous le nom de landes de Kerivoal, tandis qu'au nord s'étend la ligne de crête des montagnes Noires, en bonne partie occupée par le bois de Conveau et ses prolongements orientaux ; la commune compte 637 ha de bois, soit 7 % de la superficie communale. Le rocher de la Madeleine qui offrait une vue magnifique sur les alentours (mais qui fut malheureusement dynamité il y a quelques années dans le cadre de l'exploitation d'une carrière) s'élevait autrefois à 260 mètres. La calotte Saint Joseph, une colline constituée de grès armoricain dont le sommet est arrondi et couvert de landes, surplombe le bourg de la Trinité-Langonnet. Elle culmine à 292 mètres d'altitude et constitue le point le plus élevé de la commune, et même du département du Morbihan.
| - Carte topographique de la commune de Langonnet. |

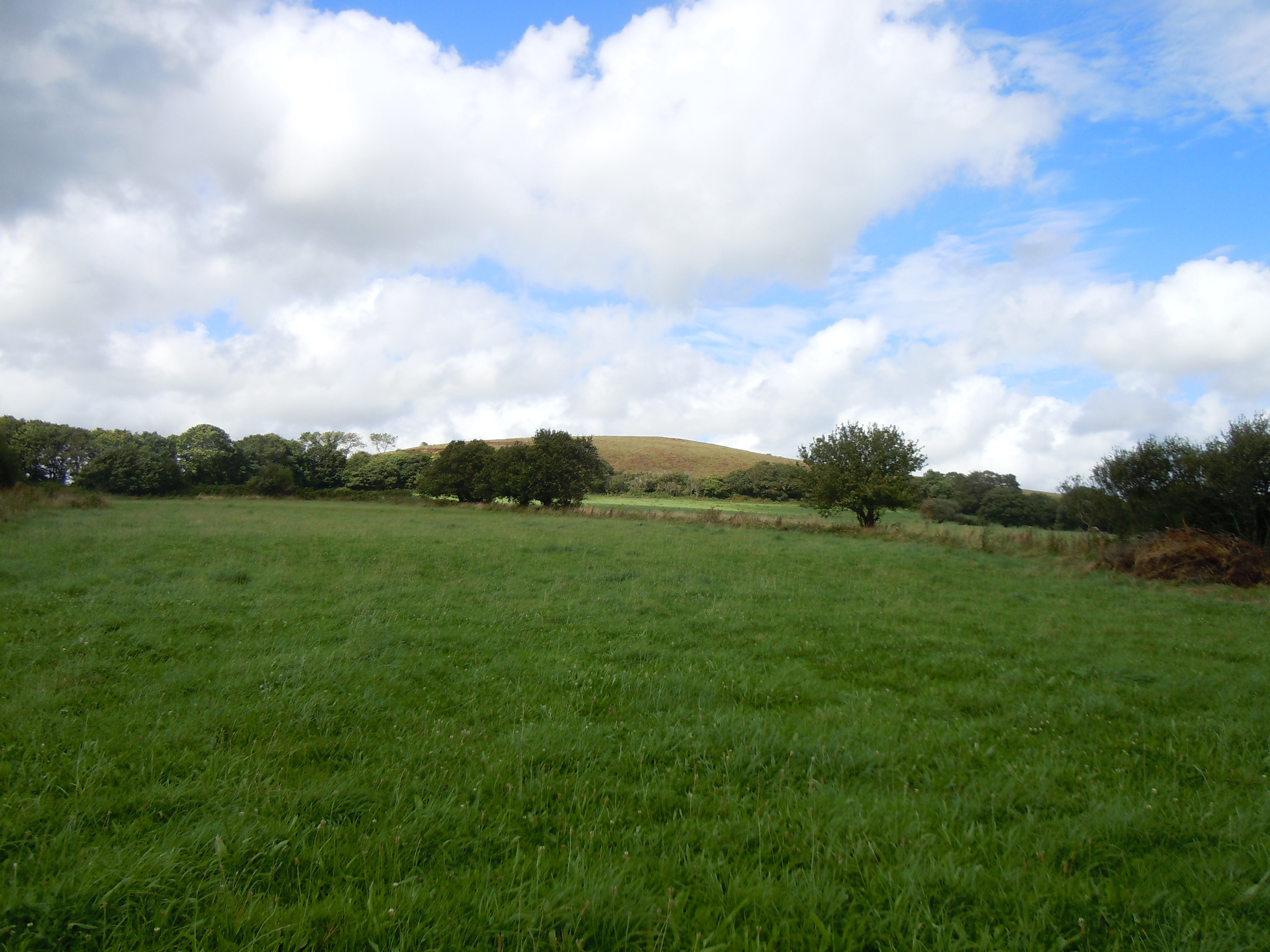
La calotte Saint Joseph (292 m) est le point le plus élevé de la commune.
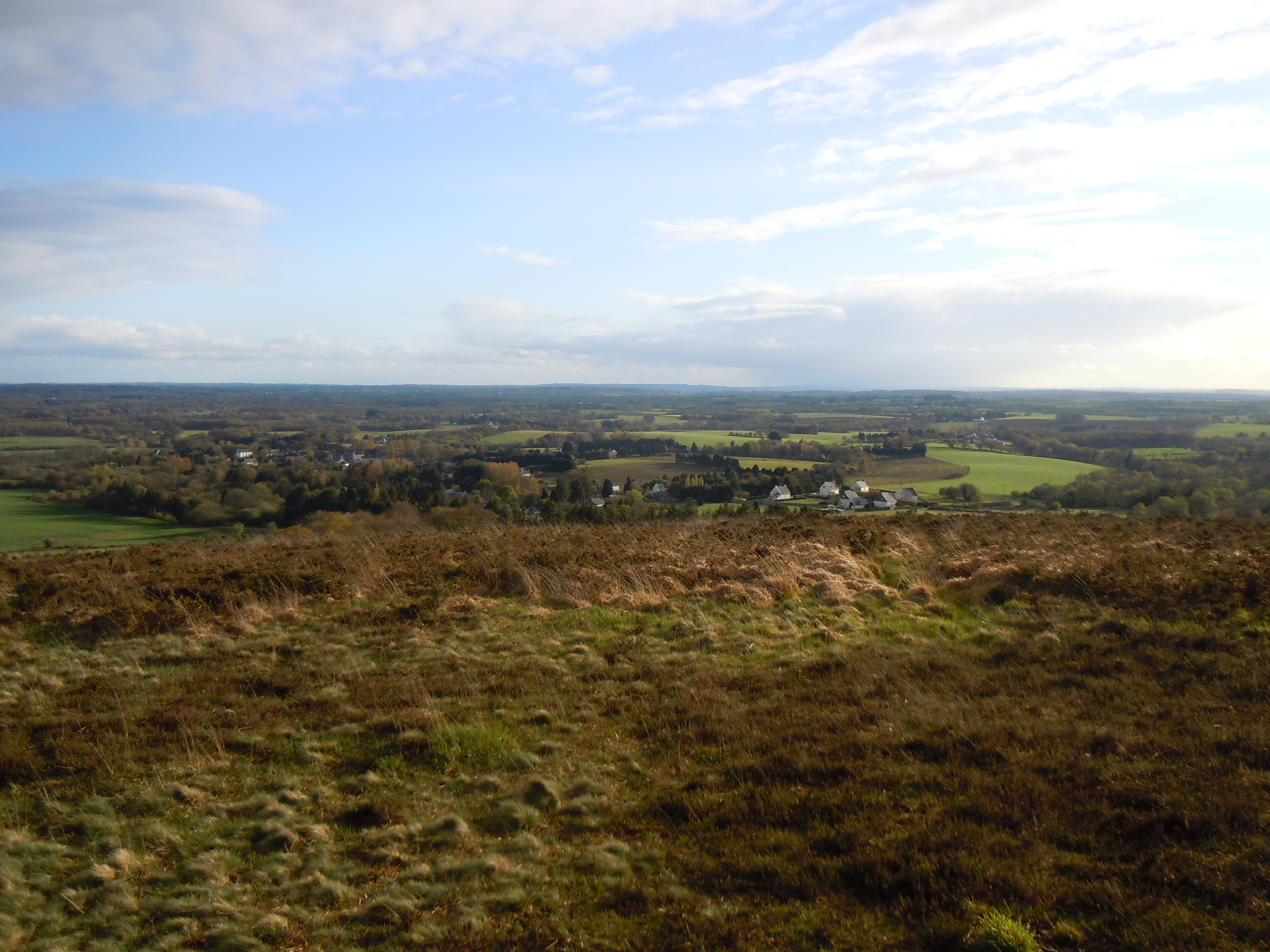
Panorama depuis la Calotte Saint-Joseph : le bourg de La Trinité-Langonnet et le village de Botquelvez.
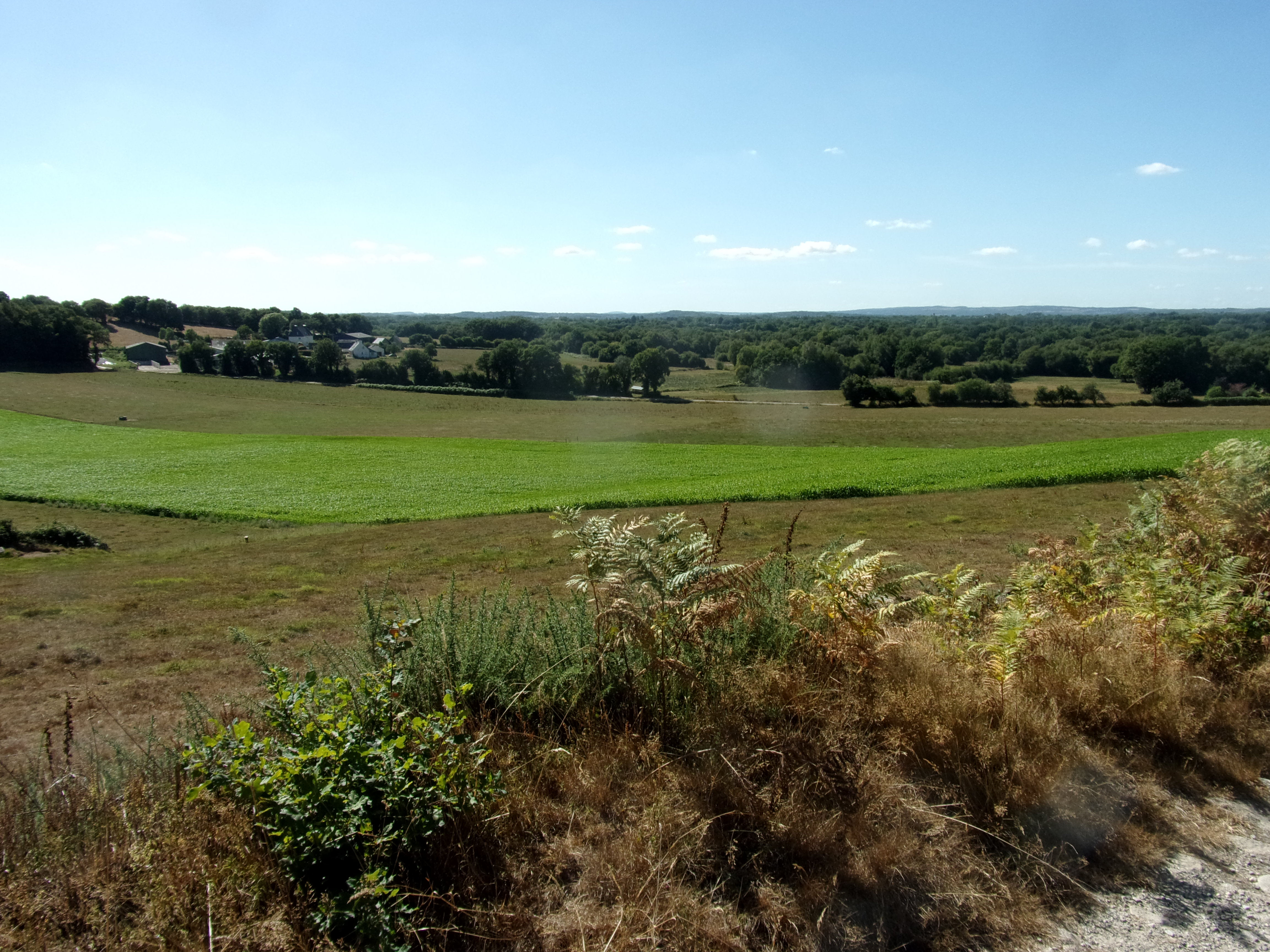
Panorama depuis le Minez Collobert (214 m) : les landes de Kerivoal et les Montagnes Noires.

### Transports
La partie nord du territoire communal est desservie par la route départementale no 1, axe ouest-est allant de Gourin à Plouray ; le bourg de Langonnet est principalement desservie par la route départementale no 121, modeste axe routier orienté nord-sud. La route départementale no 3, axe routier plus important allant de Gourin à Rostrenen et qui est un maillon de l'axe routier Quimper - Saint-Brieuc passe un peu plus au nord, au-delà de la limite communale et offre une vue panoramique sur les crêtes des Montagnes Noires.

### Géologie
Le leucogranite dit « de Langonnet » affleure de Plouray jusqu'au Faouët ; il est de teinte gris clair à rose, à grain assez grossier, avec quelques tendances porphyroïdes. Un calcaire marin datant du Miocène forme par endroits une couche peu épaisse et des dépôts de sables contenant des galets de quartz, formant par endroits des poudingues, se rencontrent dans la lande de Kerivoal. De la tourbe, formée au quaternaire, a été exploitée dans la lande de Kerivoal.
Un dépôt de cassitérite a été exploité par la compagnie minière de Saint-Renan en 1974 et 1975.

### Hydrographie
Pour un article plus général, voir Réseau hydrographique du Morbihan.
La commune est située dans le bassin Loire-Bretagne. Elle est drainée par l'Ellé, le Goaranvec, le Langonnet, le Moulin du Duc, le Roz Milet, le ruisseau de Roz milet et divers autres petits cours d'eau,.
L'Ellé, d'une longueur de 76 km, prend sa source dans la commune de Glomel et se jette  dans la Laïta, estuaire formé par l'Ellé et l'Isole en limite d'Guidel et de Clohars-Carnoet, après avoir traversé 16 communes. Elle longe à l'est le territoire de la commune (l'abbaye Notre-Dame de Langonnet se trouve sur sa rive droite) et matérialise la frontière avec Plouray et Priziac tandis que le ruisseau du Moulin du Duc, affluent de rive gauche de l'Inam (dit aussi Ster Laër) et sous-affluent de l'Ellé, le longe à l'ouest et matérialise la frontière avec Le Saint.
Le Goaranvec, d'une longueur de 15 km, prend sa source dans la commune de Plévin et se jette  dans le canal de Nantes à Brest au niveau de la commune de Motreff, après avoir traversé six communes. 
Le Langonnet prend sa source dans la partie nord du territoire communal, passe dans le bourg de Langonnet (un de ses petits affluents alimentant l'étang de Langonnet), puis sert un temps, ainsi qu'un de ses affluents, de limite communale sud, séparant Langonnet du Faouët et le « ruisseau de Roz Millet » , qui a sa source à la limite nord du territoire communal et sert un temps de limite communale avec Glomel (plus précisément avec l'ancienne trève de Trégornan-en-Glomel), Ces deux cours d'eau sont des affluents de rive droite de l'Ellé. D'une longueur de 17 km, prend sa source dans la commune  et se jette  dans l'Ellé à Le Faouët. 
Le Moulin du Duc, d'une longueur de 17 km, prend sa source dans la commune  et se jette  dans l'Inam à Guiscriff, après avoir traversé cinq communes. 
Le Roz Milet, d'une longueur de 11 km, prend sa source dans la commune de Paule et se jette  dans l'Ellé sur la commune, après avoir traversé quatre communes. 

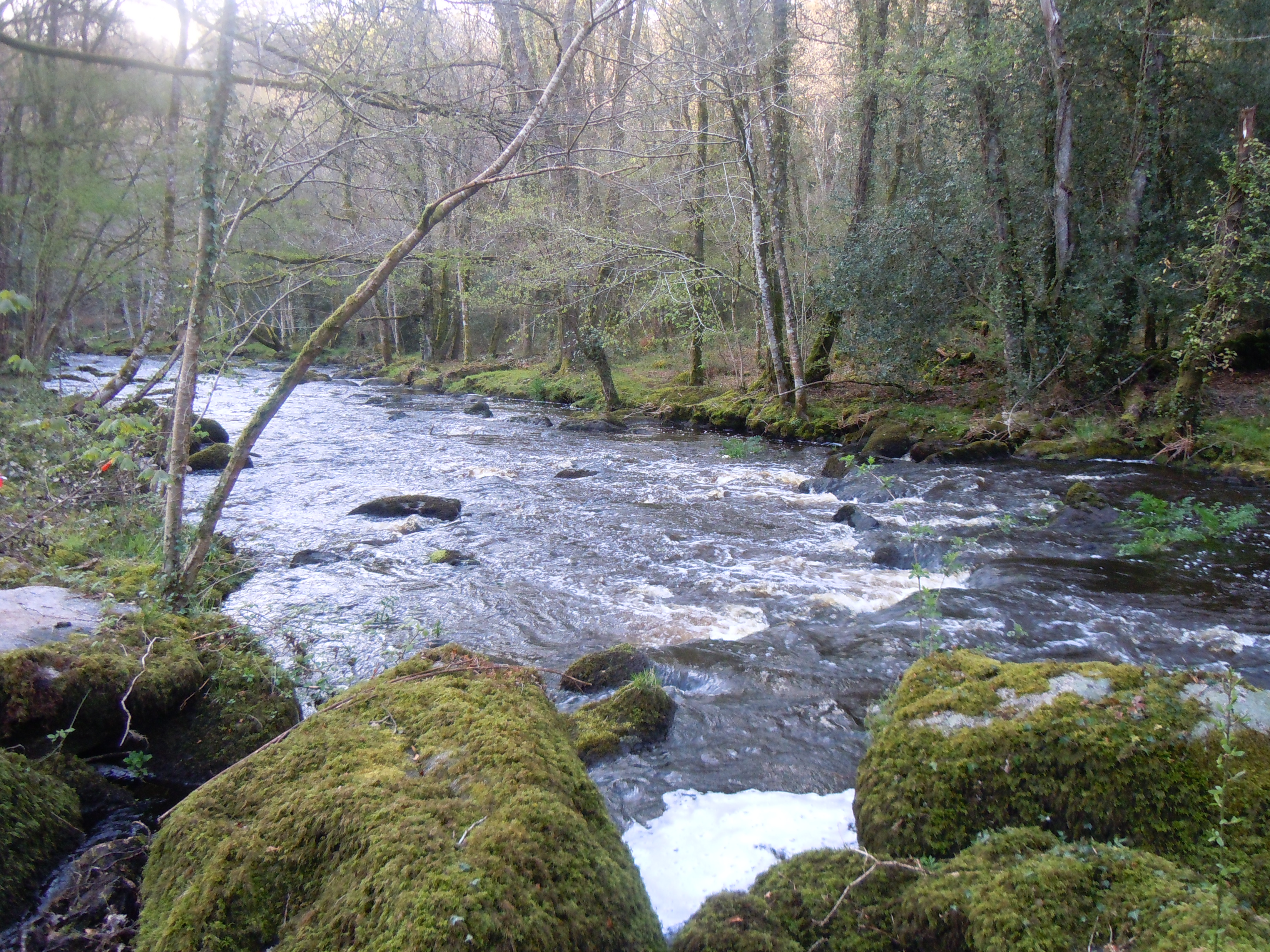
L'Ellé en aval de l'abbaye de Langonnet.
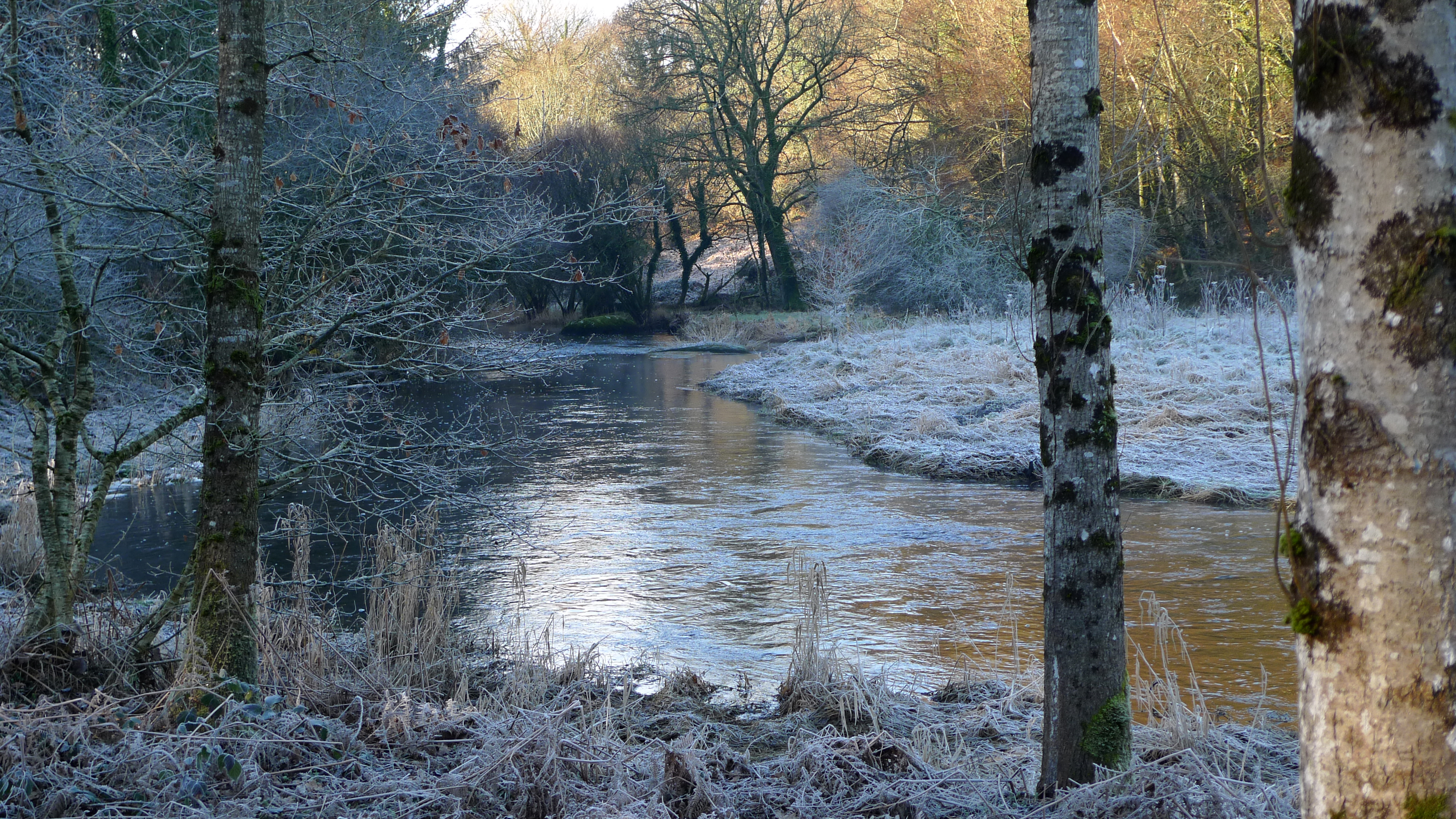
L'Ellé à Langonnet.
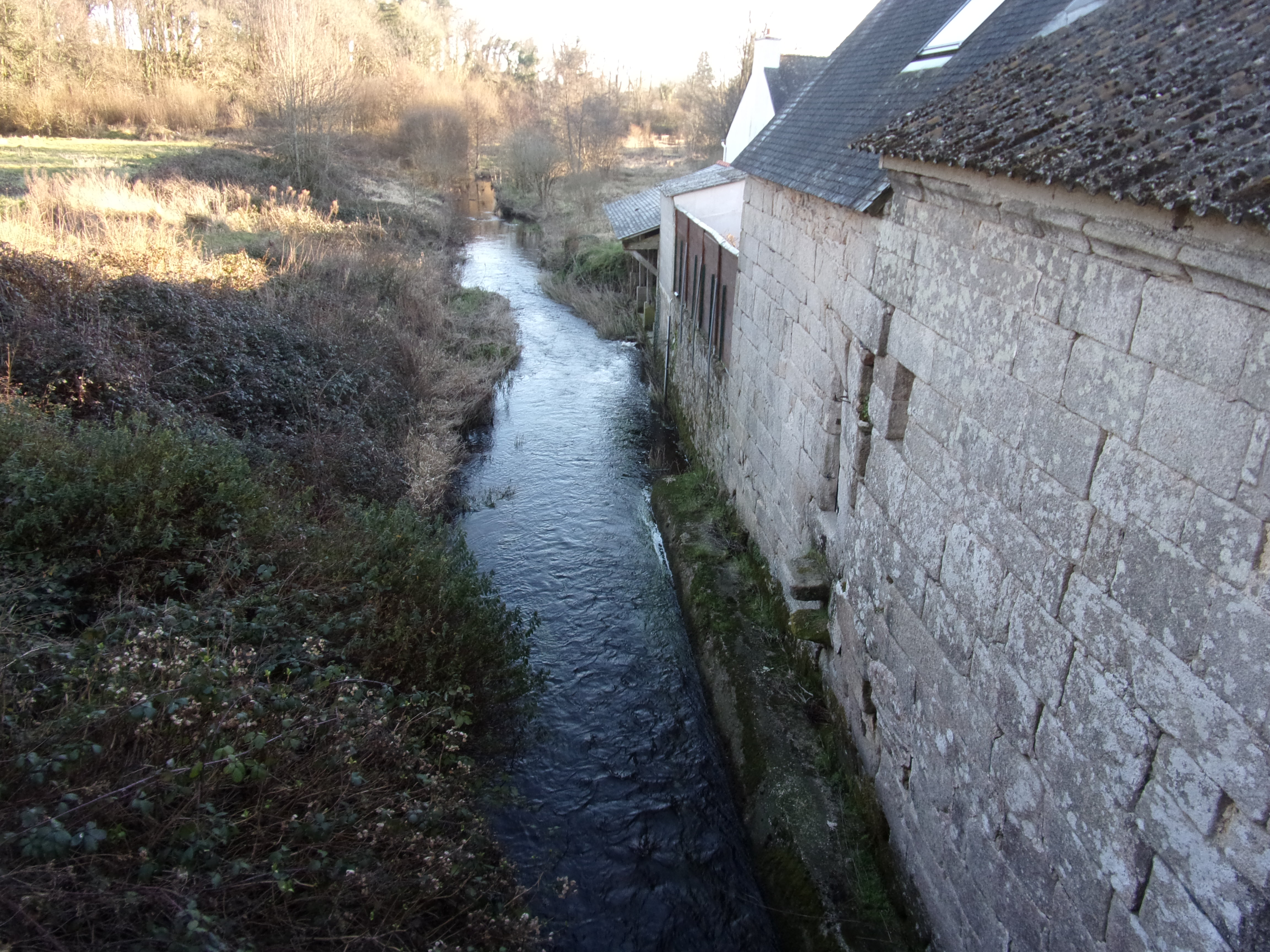
La rivière de Langonnet dans le bourg.

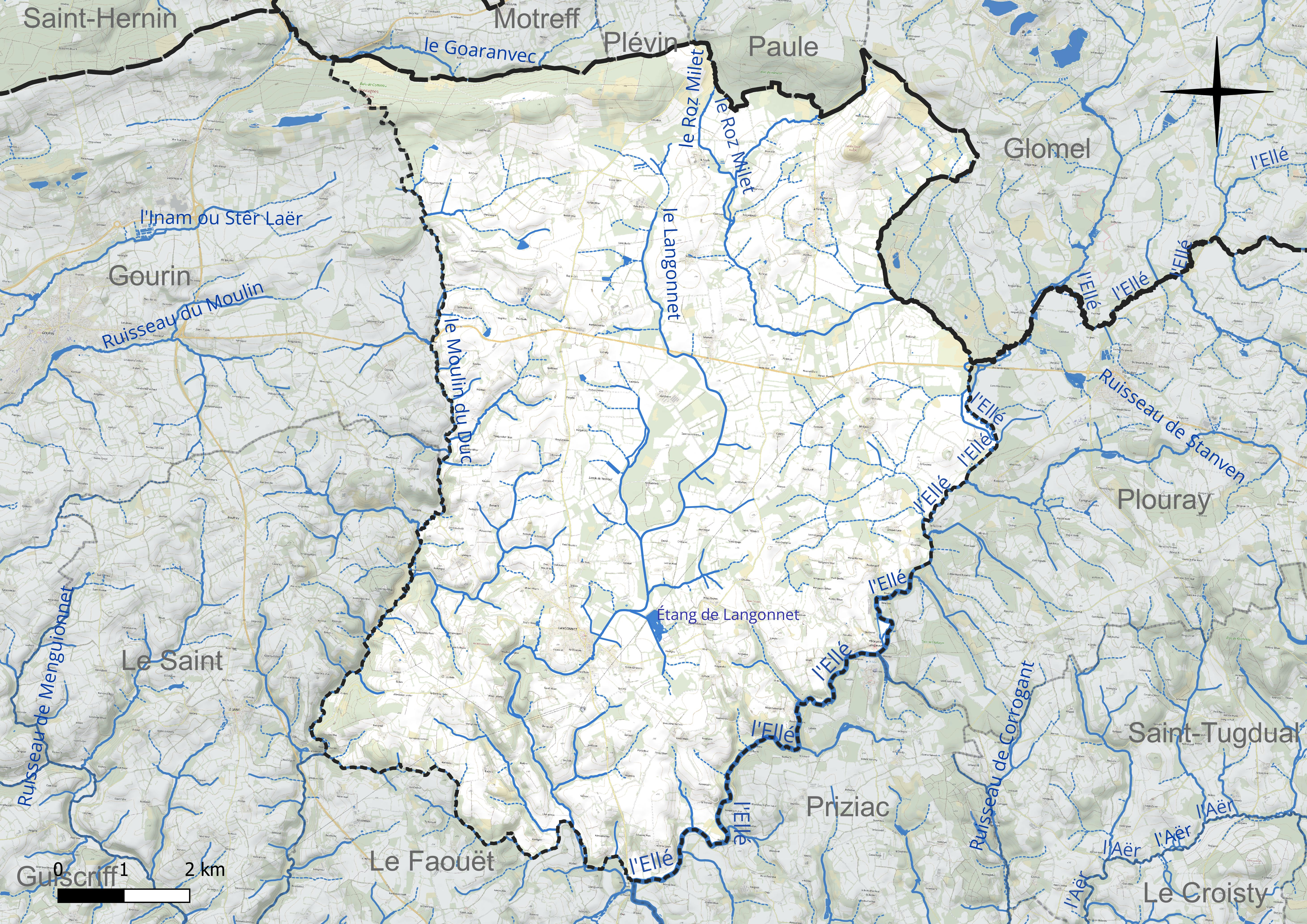
Réseau hydrographique de Langonnet.

Un plan d'eau complète le réseau hydrographique : l'étang de Langonnet (6,2 ha),.

### Climat
Pour des articles plus généraux, voir Climat de la Bretagne et Climat du Morbihan.
En 2010, le climat de la commune est de type climat océanique franc, selon une étude du CNRS s'appuyant sur une série de données couvrant la période 1971-2000. En 2020, Météo-France publie une typologie des climats de la France métropolitaine dans laquelle la commune est exposée à un climat océanique et est dans une zone de transition entre les régions climatiques « Finistère nord  » et « Bretagne orientale et méridionale, Pays nantais, Vendée ». Parallèlement l'observatoire de l'environnement en Bretagne publie en 2020 un zonage climatique de la région Bretagne, s'appuyant sur des données de Météo-France de 2009. La commune est, selon ce zonage, dans la zone « Monts d'Arrée », avec des hivers froids, peu de chaleurs et de fortes pluies.
Pour la période 1971-2000, la température annuelle moyenne est de 10,9 °C, avec une amplitude thermique annuelle de 11,9 °C. Le cumul annuel moyen de précipitations est de 1 132 mm, avec 16,1 jours de précipitations en janvier et 8,9 jours en juillet. Pour la période 1991-2020, la température moyenne annuelle observée sur la station météorologique la plus proche, située sur la commune de Lanvénégen à 12 km à vol d'oiseau, est de 12,1 °C et le cumul annuel moyen de précipitations est de 1 215,0 mm,. Pour l'avenir, les paramètres climatiques de la commune estimés pour 2050 selon différents scénarios d’émission de gaz à effet de serre sont consultables sur un site dédié publié par Météo-France en novembre 2022.

## Urbanisme

### Typologie
Au 1er janvier 2024, Langonnet est catégorisée commune rurale à habitat très dispersé, selon la nouvelle grille communale de densité à sept niveaux définie par l'Insee en 2022.
Elle est située hors unité urbaine et hors attraction des villes,.

### Occupation des sols

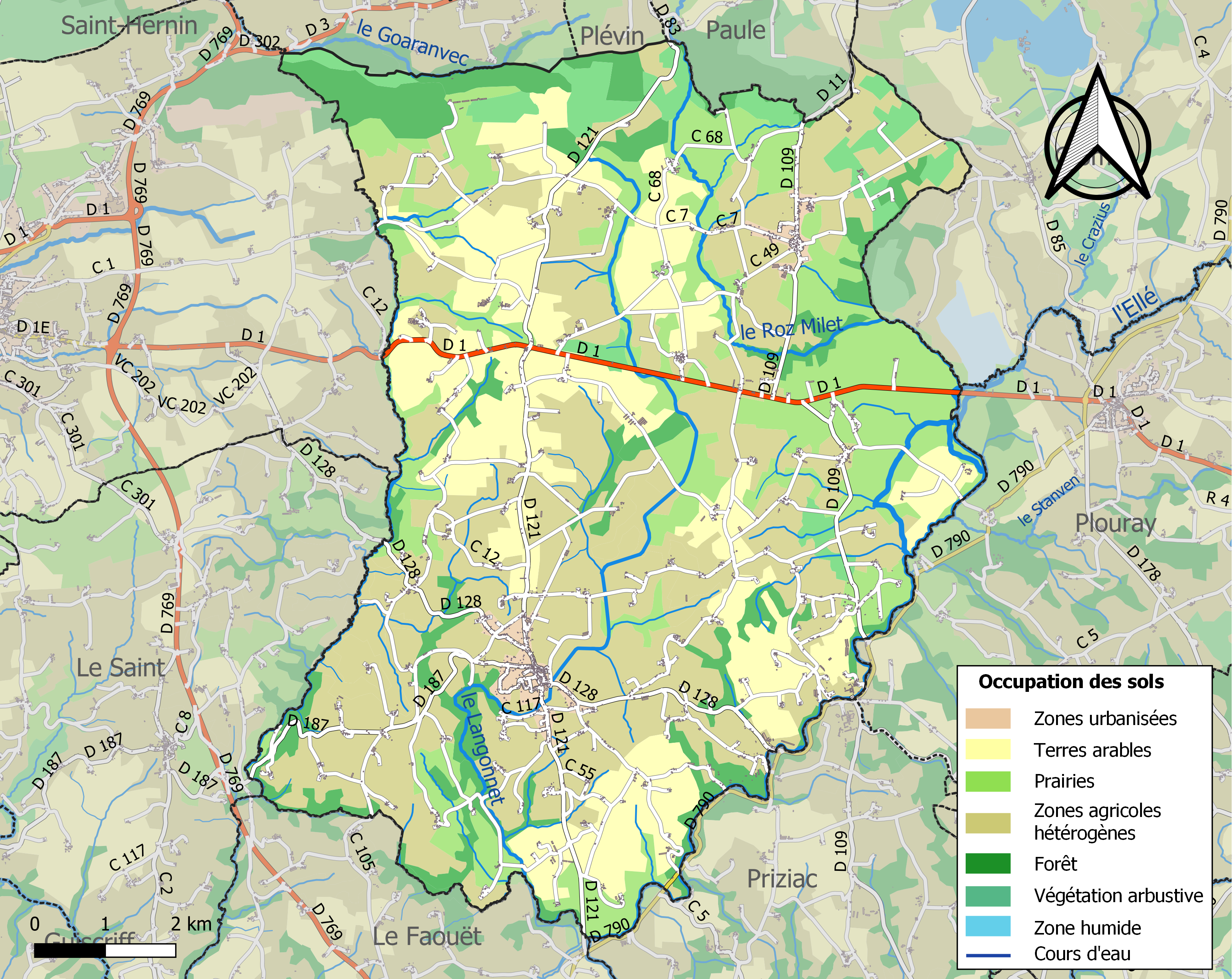
Carte des infrastructures et de l'occupation des sols de la commune en 2018 (CLC).

Le tableau ci-dessous présente l'occupation des sols détaillée de la commune en 2018, telle qu'elle ressort de la base de données européenne d’occupation biophysique des sols Corine Land Cover (CLC).
| Type d’occupation                                                                   | Pourcentage | Superficie (en hectares) |
| ----------------------------------------------------------------------------------- | ----------- | ------------------------ |
| Tissu urbain discontinu                                                             | 1,6 %       | 137                      |
| Terres arables hors périmètres d'irrigation                                         | 20,4 %      | 1758                     |
| Prairies et autres surfaces toujours en herbe                                       | 20,4 %      | 1752                     |
| Systèmes culturaux et parcellaires complexes                                        | 39,8 %      | 3424                     |
| Surfaces essentiellement agricoles interrompues par des espaces naturels importants | 2,4 %       | 206                      |
| Forêts de feuillus                                                                  | 6,6 %       | 570                      |
| Forêts de conifères                                                                 | 2,7 %       | 231                      |
| Forêts mélangées                                                                    | 1,9 %       | 160                      |
| Forêt et végétation arbustive en mutation                                           | 4,2 %       | 364                      |
| Source : Corine Land Cover                                                          |             |                          |

### Morphologie urbaine
Pays de bocage comme nombre de communes rurales de Basse-Bretagne, l'habitat est très dispersé puisque le nombre de lieux-dits répertoriés s'élève à 207. Son territoire peut s'inscrire dans un rectangle de 13 km de haut et 7 km de large, ce qui représente une surface considérable sur laquelle une grande partie de la population est dispersée dans de nombreux petits hameaux.
La commune compte deux agglomérations principales : le bourg proprement dit et le bourg de La Trinité-Langonnet, autrefois siège d'une trève dont le territoire couvrait un bon tiers nord de l'actuelle commune. Le bourg proprement dit occupe une position centrale dans la moitié sud de la commune. Le bourg de La Trinité-Langonnet est excentré au nord-est de la commune, en bordure de la route Gourin-Glomel-Rostrenen. L'abbaye de Langonnet se trouve au sud-est, sur la route de Plouray.
Le bourg se trouve à une altitude de 190 mètres, sur une hauteur qui domine le sud de la commune. L'ancien bourg se situait à Saint-Maur, à environ 750 m du bourg actuel. Des vestiges sont encore visibles dans les bois.

## Toponymie
Le nom en breton de la commune est Langoned.
Le nom de Langonnet a beaucoup varié dans le temps, selon les tentatives de transcription du système phonétique du breton avec l'alphabet latin. Il est attesté sous la forme(Lan)Chunuett au XIe siècle, Langenoit en 1152, Langonio en 1161, Lanngonio en 1168, Lenguenet en 1301, Langonec en 1368, Langonio en 1368, Languenec en 1373, Langonet en 1516, Langonio en 1516, Langonnet en 1536, Langonec en 1574, Langouet en 1630 et francisé depuis en Langonnet.
Langonnet serait le lann-Conet, le monastère (ou ermitage ; cf. lan) de Conet (ou Conoit, Konoed, Kon(n)ed, Konoid = Cynwyd, Kynwyd ou Kynyd en gallois), un saint gallois venu en Bretagne. Ses habitants se nomment en français les Langonnetais et Langonnetaises et en breton Langonedad (m.), Langonedadez (f.), et au pluriel Langonediz.

## Histoire

### Préhistoire

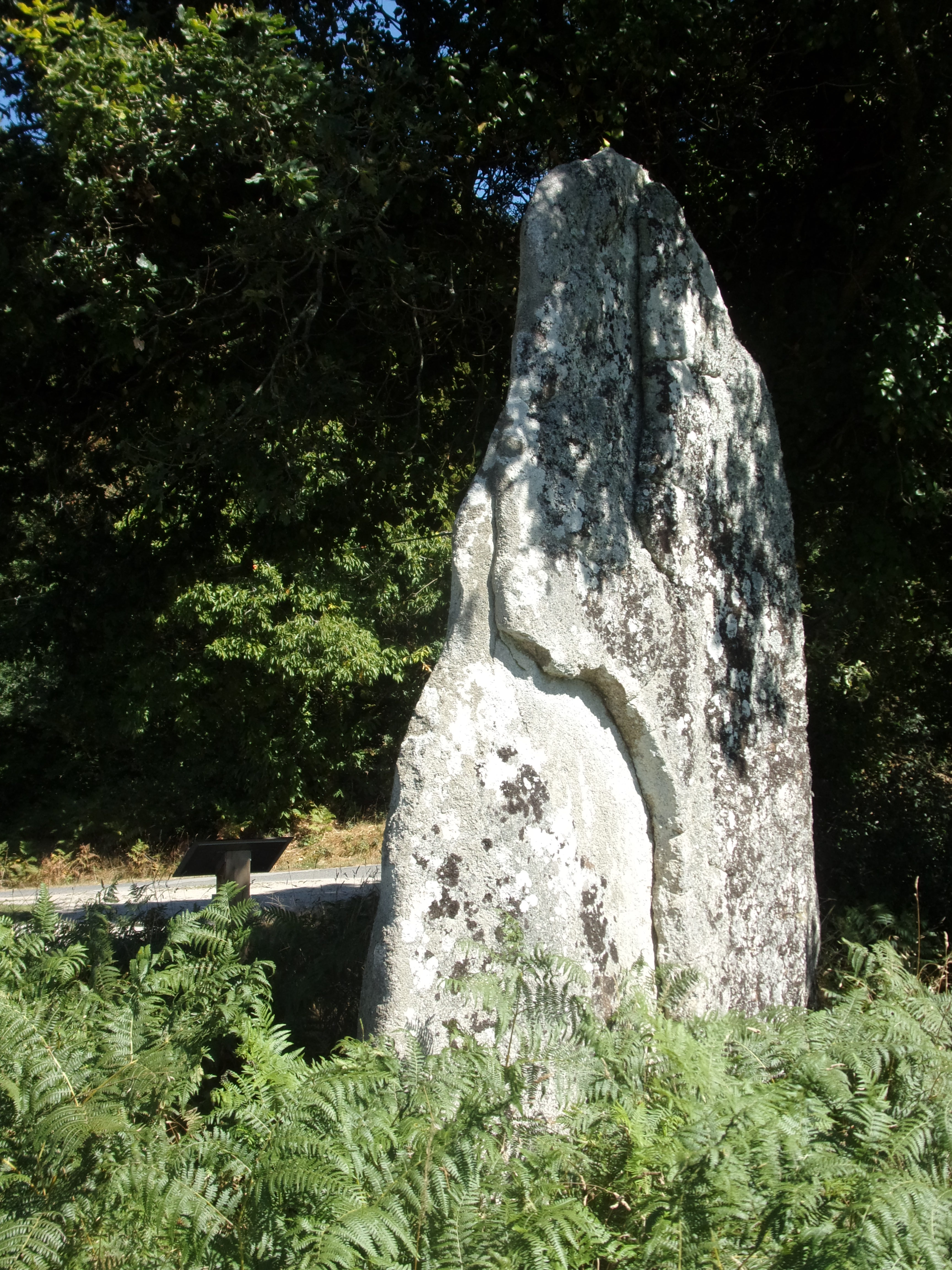
Le menhir de Bodero.

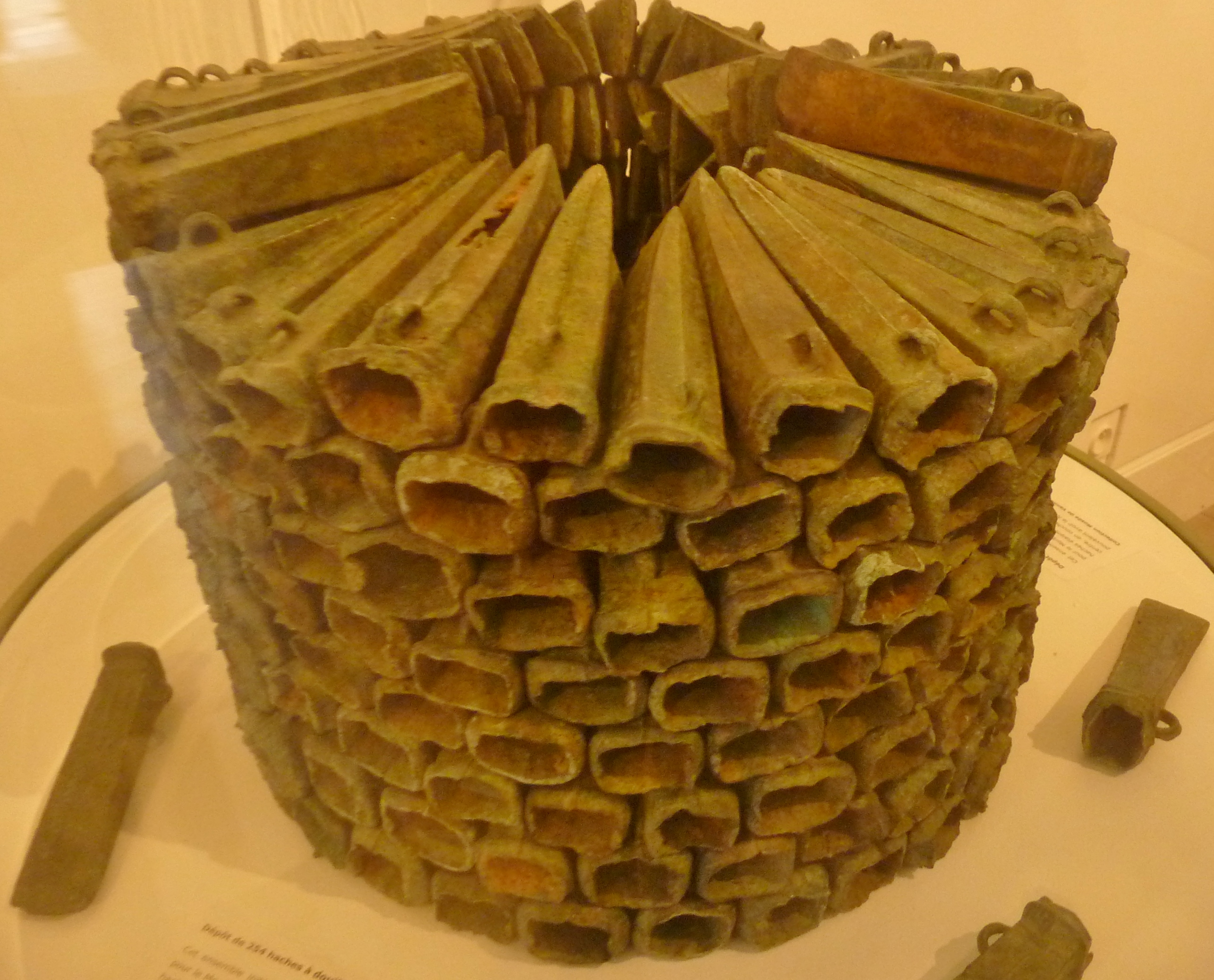
Le dépôt de haches à douille de Langonnet (Musée d'histoire et d'archéologie de Vannes).

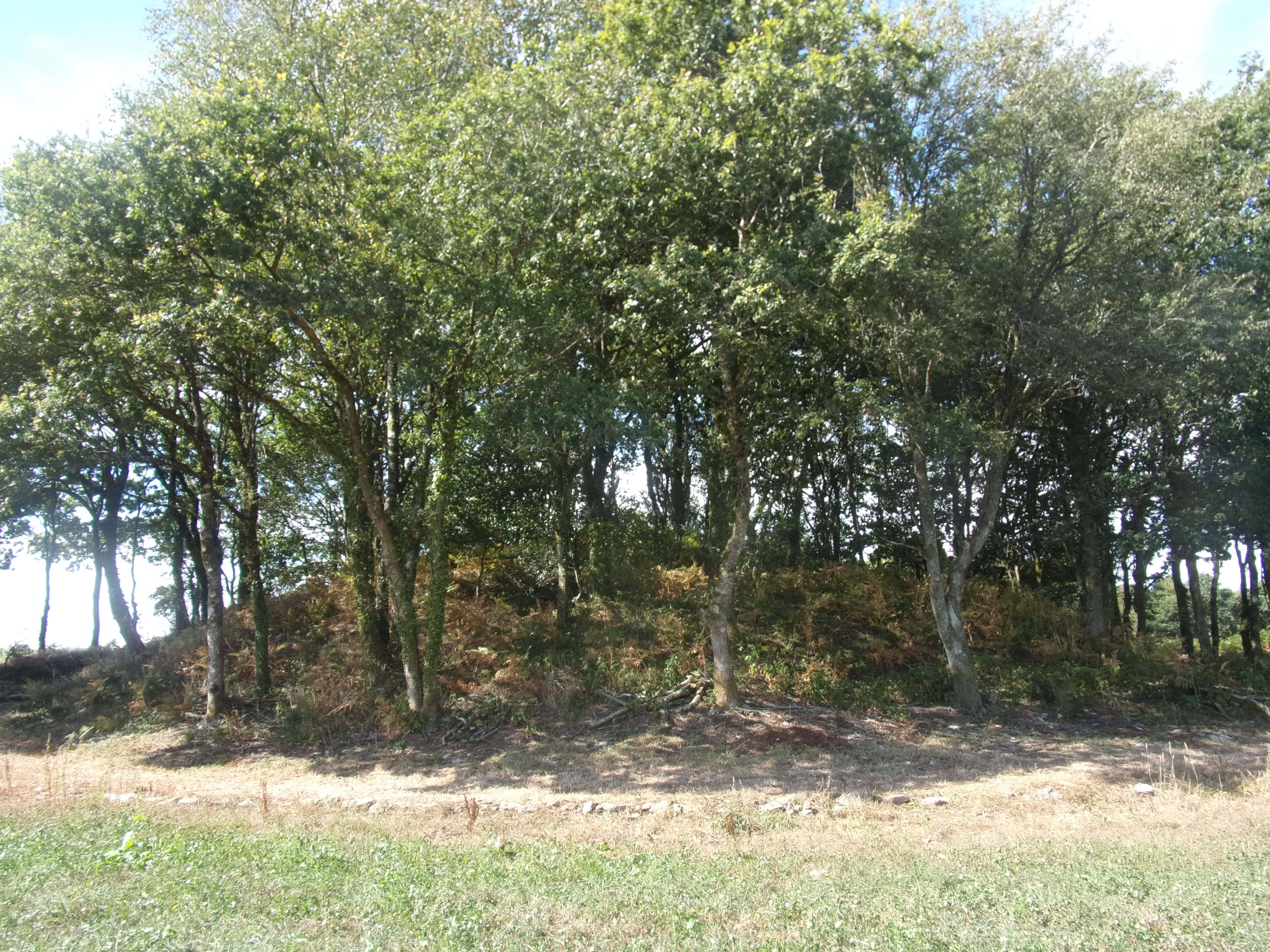
Le tumulus de Kermain ou de Minez Colobert.

Un menhir de granite ayant la forme d'une dalle et dont le sommet est arrondi est érigé au bord d'un chemin à proximité de la croix de Bodéro, au sud du bourg de Langonnet. Il mesure 3,40 mètres de haut, 3 mètres de large et a une épaisseur de 0,60 mètre. Le menhir se trouve dans une sorte de col, au carrefour de voies anciennes sans doute très fréquentées du fait de la proximité d'un ancien gué situé 200 mètres à l'est permettant de franchir la rivière de Langonnet.
Un dépôt de plus de 300 haches à douille a été mis au jour lors de travaux agricoles en 1976 entre Pouldéro Bihan et Cospérec Vras : les haches étaient enterrées dans une fosse et disposées en cercle, le tranchant au centre, en couches superposées. Ces objets en bronze, fabriqués dans des moules, servaient probablement de lingots monétaires. Ces hachés à douille trouvées à Langonnet sont du type de celles trouvées au Tréhou (Finistère).
Un tumulus datant de l'Âge du bronze, dénommé tumulus de Kermain (ou de Minez Collobert), est situé à l'est du bourg de Langonnet ; des légendes locales attestent que cette butte est le tombeau de Morvan Lez-Breizh, souverain breton de la fin du IXe et du début du Xe siècle. Un autre tumulus, celui de Coat-ar-Ran, est situé en fond de vallée à la confluence de deux ruisseaux, entre les hameaux de Barlégan et de Botven.

### Antiquité
La commune est traversée par une voie romaine qui venait de Vorgium (Carhaix) et se dirigeait vers Sulim (près Baud) et Darioritum (Vannes), mentionnées sur la Table de Peutinger. Cette voie romaine était encore bien conservée dans la première moitié du XIXe siècle, « formée de larges dalles, joints les unes aux autres avec un art parfait. Mais chaque jour, les pierres sont enlevées par les habitants du voisinage pour tous les usages, et bientôt il n'en restera plus que quelques vestiges épars, reconnaissables seulement aux yeux les plus exercés. On a trouvé à différents endroits, mais principalement sur le bord de la voie romaine, des dépôts assez considérables de briques à rebord indiquant la place d'anciennes habitations » écrivent A. Marteville et P. Varin. Les restes d'une villa romaine furent découverts en 1910 au village de Stang-Yann par l'abbé Jaffrezo.

### Haut Moyen Âge
La fondation de Langonnet remonte sans doute au VIe siècle, à l'époque de l'émigration des Bretons depuis la Grande-Bretagne. La paroisse semble être issue du démembrement de l'ancienne paroisse de l'Armorique primitive de Gourin, le bourg primitif se trouvant au village actuel de Saint-Maur qui aurait été fondé vers le IXe siècle par un moine de l'abbaye Saint-Maur de Glanfeuil, nommé Gerfred.
Selon une autre hypothèse, la première abbaye de Langonnet était une succursale de celle de Landévennec (de rite scottique), fondée en 845 par saint Guénolé. Or un de ses disciples était saint Conogan. Celui-ci a laissé son nom à Treogan (trev + Conogan : la trève de Conogan) et est le saint patron de Lanvénégen. Il aurait pu être le fondateur de Langonnet. Sans preuve, il est difficile de le dire.

### Moyen Âge

#### Francs contre Bretons
Vers 818-820, Langonnet aurait été le lieu de la confrontation entre l'armée de l'empereur franc Louis le Pieux et l'armée de Morvan Lez-Breizh (« protecteur de la Bretagne »), premier roi de la Bretagne unifiée (qui était auparavant morcelée en plusieurs royaumes : Domnonée (Léon, Trégor et Goëlo), Cornouaille, Bro-Waroc'h). Morvan aurait été décapité par un cavalier franc lors des combats. Mais les cartulaires ne permettent pas de préciser exactement le lieu de ces combats et aucun texte concernant Morvan ne mentionne Langonnet.

#### La fondation de l'abbaye cistercienne de Langonnet
En 1136, le duc Conan III de Bretagne, à la demande de sa mère la duchesse Ermengarde, accorda la charte de fondation de l'abbaye de Langonnet. Des moines originaires de l'abbaye de l'Aumône dans le diocèse de Blois s'installèrent sur le bord de l'Ellé près de la voie romaine Vorgium - Blabia (Port-Louis). Vers 1146, Maurice Duault de Croixanvec (plus connu sous les noms de Maurice de Carnoët ou saint Maurice) en devient l'abbé avant de devenir le premier abbé de l'abbaye Saint-Maurice de Carnoët en Clohars-Carnoët.

#### Les nobles de Langonnet au Moyen Âge
En 1420, les maisons nobles de la paroisse étaient « le manoir de La Ville-Kerendrement, à l'abbaye de Langonnet ; Barrach, le Menez Morvan, le Menez Neuc, Keraumont, Kersalan, à Jean du Mur ; Keranmadon, à Pierre du Bot ; le Collober, au sire du Faou ; Kermaen, à Olivier de Kermaen ; Diarnelez (...) ».
Lors de la montre de 1481, 1 "archier en corset" (Jehan Toulbodou) et 4 "archiers en brigandine" (Loys Bertrand, Jehan Provost, Pierre Kerancouerbin, Guillaume Quemener) représentent Langonnet. En 1536, la maison de Cozlober et celle de Keraguellec appartiennent au sieur du Faouët, les manoirs de Lenouain et Kervaingt à l'abbaye de Langonnet, le sieur de Lopriac possède ceux de Kermaes, Kerdaudren et Menech Morvan ; Guillaume Toubouldou est sieur de Coespelec et de Kerglazen ; Prigent de Loctiveranest sieur de Menez Anevezas et Jehan Le Frelo, bien qu'il soit roturier, possède le manoir noble de La Hays

### Époque moderne

#### La Guerre de la Ligue
L'abbaye de Langonnet eut à souffrir de la Guerre de la Ligue. Les moines furent contraints de quitter les lieux et l'église fut transformée en écurie par le célèbre brigand Guy Éder de La Fontenelle qui était en lutte avec les garnisons voisines de Rostrenen et de Corlay. Lorsque les moines revinrent en 1598 après trois ans d'absence, les seigneurs des environs s'étaient emparés de la plus grande partie de leurs terres.
Le prédicateur Julien Maunoir prêcha des missions à Langonnet en 1646 et en 1666.

#### La Révolte des Bonnets rouges
Lors de la Révolte des Bonnets rouges, les habitants obtiennent une transaction sur les droits dus au seigneur abbé de l'abbaye de Langonnet après avoir marché sur celle-ci. Jean Harscoêt, qui avait battu le tambour pour rassembler les gens, est condamné aux galères à perpétuité.

#### Langonnet décrit en 1778
Jean-Baptiste Ogée décrit ainsi Langonnet en 1778 :

« Langonnet ; à 10 lieues et demie à l'est-nord-est de Quimper, son évêché ; à 18 lieues de Rennes ; et à 2 lieues de Gourin, sa subdélégation et son ressort. Cette paroisse, dont la cure est à l'alternative, relève du Roi et compte 3 000 communiants, y compris ceux de La Trinité, sa trève. Elle a une haute justice, qui est un fief amorti, laquelle ressortit à la Cour royale de Carhaix et à Guémené ; le membre de Conveaux ressortit à Carhaix. (...) Ce territoire, plein de vallons et de coteaux, renferme des terres en labeur, des prairies et des landes ; c'est un pays couvert [de bocage ] ; on y fait du cidre. »

Jean-Baptiste Ogée indique aussi que la maison noble de Diarnelez appartient en 1778 à M. de Maupeou, la juridiction de cette seigneurie s'exerçant à Restangas, situé dans cette paroisse ; et celle de Kermain, qui dispose du droit de haute justice, appartient alors à M. le marquis d'Assérac.

### La Révolution française
En 1790, la paroisse de Langonnet est érigée en commune et en chef-lieu de canton. Elle annexe la trève de La Trinité-Langonnet et est alors rattachée au district du Faouët.
Les biens de l'abbaye de Langonnet sont vendus aux enchères comme biens nationaux en 1791.
En 1793 l'abbaye devient un lieu de ralliement pour les chouans de la région qui ont pour chef Nicolas Le Clec'h. Pour y mettre fin, l'abbaye est occupée par les troupes républicaines à partir de 1795.
Le 24 pluviôse an IX (13 février 1801) les gendarmes de Langonnet furent attaqués, dans l'abbaye de Langonnet, par plus de 50 hommes armés.

### LeXIXesiècle

#### Langonnet dans la première moitié duXIXesiècle
En 1801, la commune de Langonnet est rattachée au canton de Gourin (et par la même occasion au diocèse de Vannes, conséquence du Concordat). La Trinité est érigée en paroisse en 1802, mais ne devient pas une commune.
Au début du XIXe siècle, les landes occupaient une surface de 3 965 hectares, soit près de la moitié des terres de la commune. En 1830, le vaste étang qui venait battre au pied de la colline sur lequel est le bourg est desséché ; une étendue de terrain d'environ 100 hectares est ainsi livrée à l'agriculture et réunie à la ferme modèle de Saint-Germain. Sous l'Empire, des haras furent installés par décret à l'abbaye de Langonnet. Mais ils ne résistèrent pas à l'isolement du lieu et furent transférés dès 1850 à Hennebont.
A. Marteville et P. Varin, continuateurs d'Ogée, décrivent ainsi Langonnet en 1843 :

« Langonnet (sous l'invocation de saint Pierre et saint Paul) ; commune formée de l'ancienne paroisse du même nom ; aujourd'hui succursale ; chef-lieu de perception. (...) Superficie totale : 8 574 hectares, dont (...) terres labourables 3 023 ha, prés et pâturages 904 ha, bois 287 ha, vergers et jardins 112 ha, landes et incultes 3 965 ha, étangs 100 ha (...). Moulins de Runello, de Kerantonnec, du Rodio, de Lopriac, de Kertanguy, du Poulerguen, de Baeron. La commune de Langonnet est divisée pour le culte  en deux succursales, Langonnet et La Trinité (ancienne trève). (...) Depuis 1830, le bel étang qui venait battre au pied de la colline sur laquelle est situé le bourg de Langonnet, a été desséché [cet étang existe à nouveau de nos jours] ; une étendue de terrain de 100 ha environ a été ainsi livrée à l'agriculture, et réunie à la belle ferme-modèle de Saint-Germain, créée par M. de Guichen. On retrouve dans cette commune tous les usages des communes bretonnes du Morbihan, les luttes, les courses à cheval, le jeu de la soule, etc. (...). Il y a foire à La Trinité le 15 janvier, et à Langonnet la veille, le 19 mai, le premier lundi de septembre, le 29 de ce même mois. (...) Géologie : le granite domine ; la forêt de Couveaux [Conveau] est sur grès quartzite ; La Trinité est sur granite (on l'exploite) ; le schiste se montre au nord de cette succursale, et les schistes argileux au nord-ouest et au sud-est de la forêt ci-dessus indiquée. On parle le breton. »

A. Marteville et P. Varin écrivent aussi que « le bourg de Langonnet est dans une jolie position, assis sur la croupe d'une petite colline ; mais il est mal bâti et ne consiste guère qu'en quelque maisons éparses autour de l'église ».
Les mêmes auteurs décrivent le déroulement d'un mariage à Langonnet à cette époque : « Le futur, accompagné de l'élite de la jeunesse, montée comme lui sur de bons chevaux bretons, se rend à la maison de la prétendue. On entre, et le plus éloquent de la bande fait au père et à la fiancée une demande en mariage qui doit être assez pathétique pour arracher des larmes aux assistants. Après cela, le père monte à cheval, prend sa fille en croupe, et ouvre la marche du départ. La cavalcade le suit, rangée sur deux files, et obéissant à son commandement ; la fiancée est ainsi conduite à l'église ».
En 1848, des pierres d'une ancienne chapelle qui se trouvait dans le village de Saint-Maur, situé au sud-ouest du bourg, servirent à construire le clocher de l'église paroissiale de Langonnet. La fontaine située à proximité ne tarit jamais : « on y trempait le derrière des enfants qui éprouvent une certaine paresse à marcher. Mais pour attirer sur ces bébés les faveurs du saint, il faut nettoyer la fontaine, ôter les mauvaises herbes et avoir bien soin de replacer au fond la vaisselle de couleur qui est destinée à faire, en quelque sorte, l'ornement de la fontaine ».

#### Les loups et la forêt de Conveau
Le bois de Conveau, parfois appelé forêt de Conveau, était un lieu très prisé pour la chasse au loup, comme en témoigne ce témoignage de Frank Davies datant de 1854 :

« Le monument de Du Botdéru était le lieu de réunion le plus ancien des chasseurs de loups dans la forêt de Conveau, un endroit sauvage et désolé, éloigné de toute habitation humaine. (...) Un sentier étroit, tracé par les charbonniers, nous conduisit bien vite à l'endroit désigné. Un joli pilier surmonté d'une croix et entouré avec goût d'une plantation circulaire de chênes et de pins d'Autriche (...) avait été érigé à la mémoire du fameux chasseur et portait sur un de ses côtés l'inscription suivante : "À la mémoire du comte du Botdéru; pair de France, le nemrod de nos forêts". »

En fait ce monument, qui existe toujours (mais la plaque portant l'inscription a disparu pendant la Seconde Guerre mondiale) est situé juste au sud de Kerlescouarn dans le Bois de Kerjean, prolongement oriental de la forêt de Conveau, mais situé dans la commune de Paule.

#### Le haras de Langonnet

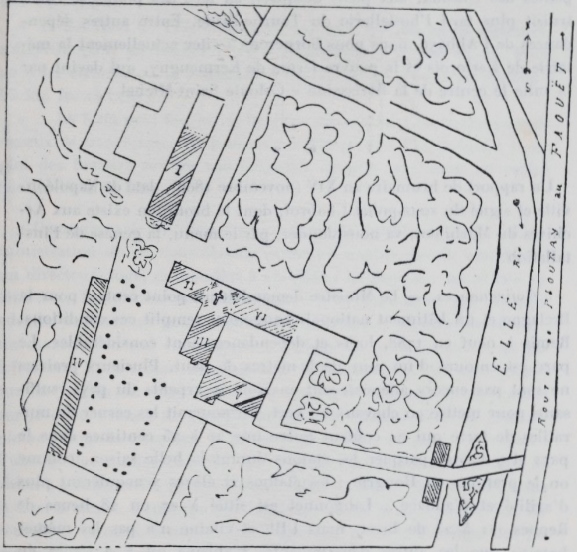
Plan du haras de Langonnet (en hachuré les divers bâtiments occupés par le haras).

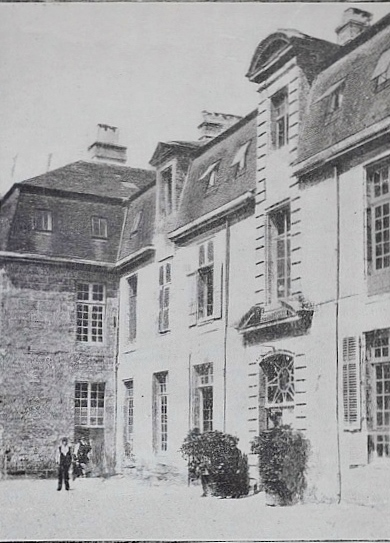
La façade du corps principal du haras de Langonnet photographiée en 1931

Napoléon Ier y installa par décret du 10 juin 1806 le premier haras public de Bretagne avec quarante étalons et dix poulinières. Le choix de Langonnet fut discuté : « Langonnet (...) est situé dans le plus affreux désert de Basse-Bretagne : le local, masure en pierre de taille, sans toit ni charpente, ruine d'abbaye, avec quelques masures autour. On ne peut se ravitailler qu'à Pontivi (Pontivy) ou Hennebon (Hennebont) » écrit le général baron de Wimpfen, nettement défavorable à ce choix, dans un rapport daté du 28 mai 1807.
L'établissement prospéra un temps toutefois : « C'est maintenant un dépôt d'étalons de première classe qui dessert les quatre départements de la presqu'île de Bretagne. Sa position est très avantageuse, au milieu de belles prairies arrosées par la jolie rivière Ellé, et entouré d'un parc muré. L'établissement de Langonnet se compose de beaux bâtiments et de vastes cours : de grands travaux y ont été exécutés depuis quelques années et, si les routes avaient été faites pour rendre son abord praticable, il serait devenu l'un des plus magnifiques de France, comme il en est un des plus importants. Le dépôt de Langonnet possède maintenant soixante-dix étalons » écrivent A. Marteville et P. Varin en 1843.
Des courses hippiques furent organisées à Langonnet à partir de 1838, même si elles n'eurent une existence officielle qu'en 1840 ; elles cessèrent d'être organisées à partir de 1850. Un tableau peint par Othon Quinchez en 1844 les représentent.

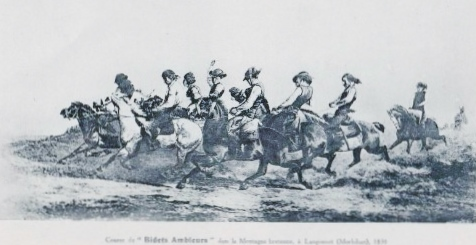
Course de bidets ambleurs dans la montagne à Langonnet en 1844 (d'après un tableau d'Othon Quinchez).

#### La refondation de l'abbaye de Langonnet
Le haras de Langonnet est déplacé à Hennebont en 1856-1857 et l'abbaye restituée aux « missionnaires du Saint Esprit » retrouve sa vocation religieuse. Une ferme modèle y est alors établie qui devint une colonie agricole pour enfants.
En 1880, l'établissement de Notre-Dame de Langonnet, dirigé par les Frères du Saint-Esprit et du Sacré-Cœur de Marie, dirigent « une école secondaire, un scolasticat, un noviciat de Frères pour ceux qui se destinent aux Missions ».

#### L'orphelinat et la colonie pénitentiaire de Priziac-Langonnet
L'orphelinat Saint-Michel est créé à Langonnet (en fait dans la commune de Priziac, mais à la limite de Langonnet, en face de l'abbaye de Langonnet) en 1856 par un frère spiritain dans la ferme de Kermainguy et la forêt de Langonnet qui étaient une propriété départementale et qui sont cédés à la congrégation des Frères du Saint-Esprit afin d'y placer une partie des enfants trouvés (abandonnés dans les hospices peu après leur naissance) du département.
Cet établissement devint la colonie agricole de Priziac-Langonnet, fondée par Achille du Clésieux, tenue par les Frères laboureurs, devient une colonie pénitentiaire autonome le 2 mars 1859. Selon l'Œuvre de la Sainte-Enfance, dans un texte datant de 1860, les jeunes garçons hébergés sont facilement ramenés au bien et à la piété par les Frères qui les dirigent : « chaque détenu a son compte ouvert de bons points, il en gagne, il en perd... selon qu'il est plus ou moins sage (...). La cellule, et les divers châtiments en usage dans les autres colonies de jeunes détenus, sont inconnus à Notre-Dame de Langonnet ». L'établissement ferme en 1903 en vertu de la Loi sur les congrégations. Les jeunes garçons envoyés dans cette colonie n'étaient pas des condamnés mais des prévenus acquittés et placés en maison de correction. En 1861, la colonie comptait 137 personnes de 10-15 ans à 18-20 ans pour 14 membres du personnel. Le site est considéré comme un pénitencier lorsqu'une épidémie de variole touche le site en 1864,.
Vers 1875, une école primaire et professionnelle pour des jeunes orphelins est créée. En 1879, il y en avait 437 personnes à cet établissement. Selon un rapport de 1890 l'établissement reçoit cette année-là 12 boursiers choisis parmi les enfants pauvres du département) « les enfants y reçoivent une instruction élémentaire très soignée ; de plus, à Langonnet, on trouve des ateliers de menuiserie, de serrurerie, de charronnage et même d'horlogerie ; enfin, du point de vue de l'agriculture, l'établissement ne laisse rien à désirer ».
L'établissement est entièrement reconstruit en 1898 et abrite alors l'Œuvre des "Petits Parisiens", dirigée par Mme Jules Lebaudy (décédée en mai 1917), destinée « à enlever à la misère matérielle et morale de la capitale des enfants sans famille ». En 1933, l'établissement reçut un "prix de vertu" de 20 000 francs décerné par l'Académie française. Cet établissement est devenu par la suite l'Orphelinat Saint-Michel des orphelins d'Apprentis d'Auteuil.

#### Langonnet dans la deuxième moitié duXIXesiècle
En 1869, 59 personnes de Langonnet meurent victimes de la fièvre typhoïde, du croup, de la rougeole (en 1867 une épidémie de rougeole provoqua 15 décès à Langonnet) ou de la scarlatine. En 1870, une épidémie de fièvre typhoïde frappe 40 personnes de Langonnet, provoquant 28 décès ; l'épidémie persiste en 1871. Une épidémie de variole fit 300 malades dont 159 morts (parmi eux 100 enfants) à Langonnet entre 1865 et 1870, surtout en 1870. Une épidémie de dysenterie frappa Langonnet en 1901.
Les électeurs de Langonnet subirent de nombreuses pressions, notamment de la part du clergé local, lors des élections législatives de 1876 afin qu'ils votent en faveur du candidat légitimiste Albert de Mun qui fut d'ailleurs élu député.
En 1881, la commune de Langonnet décide de construire une école pour les filles.

#### L'émigration en Amérique du Nord
Comme les autres communes des cantons alentour, Langonnet a connu deux vagues d'émigration en Amérique du Nord la première au XIXe quand l'un des premiers à partir fit un récit merveilleux de son expédition et la seconde dans les années 1950 quand le consul du Canada fit une campagne de promotion dans cette partie du Morbihan (59 personnes originaires de la commune partirent vers le Canada et 62 vers les États-Unis entre 1948 et 1953).
En 1913, Joseph Ulliac, né à Langonnet, qui travaillait jusque-là sur les terres du domaine de Tronjoly qui appartenait alors au baron de Boissieu, et qui avait notamment remporté le concours cantonal du comice agricole de Gourin, quitte Gourin avec sa femme Marie-Louise Cosperec, et dix autres membres de sa famille. Ils fondent ensemble le village de Gourin City, faisant aujourd'hui partie de la municipalité régionale de Wood Buffalo, dans la province de l'Alberta, au Canada, au pied des Montagnes Rocheuses. En 1923, Gourin City obtient un bureau de poste et en 1937 une école catholique tenue par la Congrégation des Filles de Jésus y ouvre. Une douzaine de familles bretonnes, venues principalement de Gourin, Langonnet, Bannalec et Saint-Hernin, rejoignent par la suite les premiers colons.
Entre 1945 et 1965 310 personnes de Langonnet émigrèrent, soit 9,1 %de la population de la commune en 1954. Selon une enquête de Gilbert Le Guen, la moitié des femmes et un tiers des hommes des générations qui avaient de 5 à 19 ans en 1954 partirent.

### LeXXesiècle

#### LaBelle Époque
« Vers 1900, à Langonnet et Meslan, des paysans représentaient, avec foi, vérité du geste, crainte de Dieu (...) La Passion du bon messire Jésus, fils de Dieu, Dieu lui-même » (une pièce de théâtre religieux).

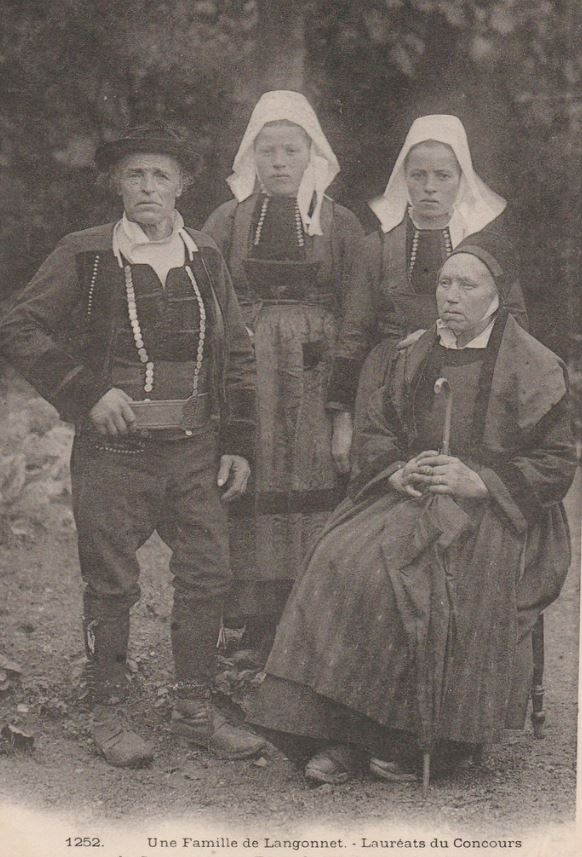
La famille Paliern de Langonnet lauréate du concours de costumes des fêtes de l'URB le 1er octobre 1902.

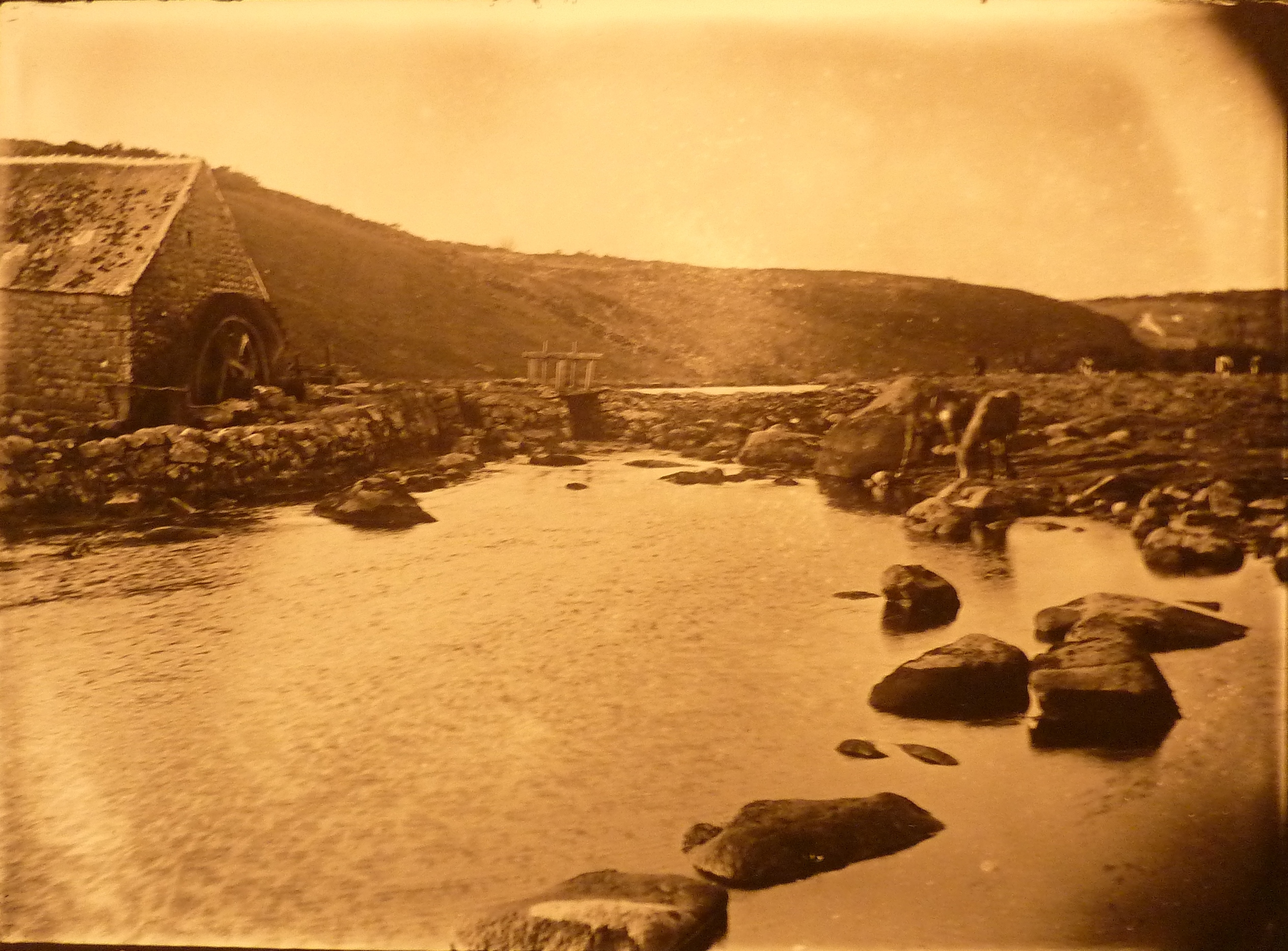
Auguste Barbey : Langonnet, le moulin du Seigle (photographie début XXe siècle, musée de Bretagne)

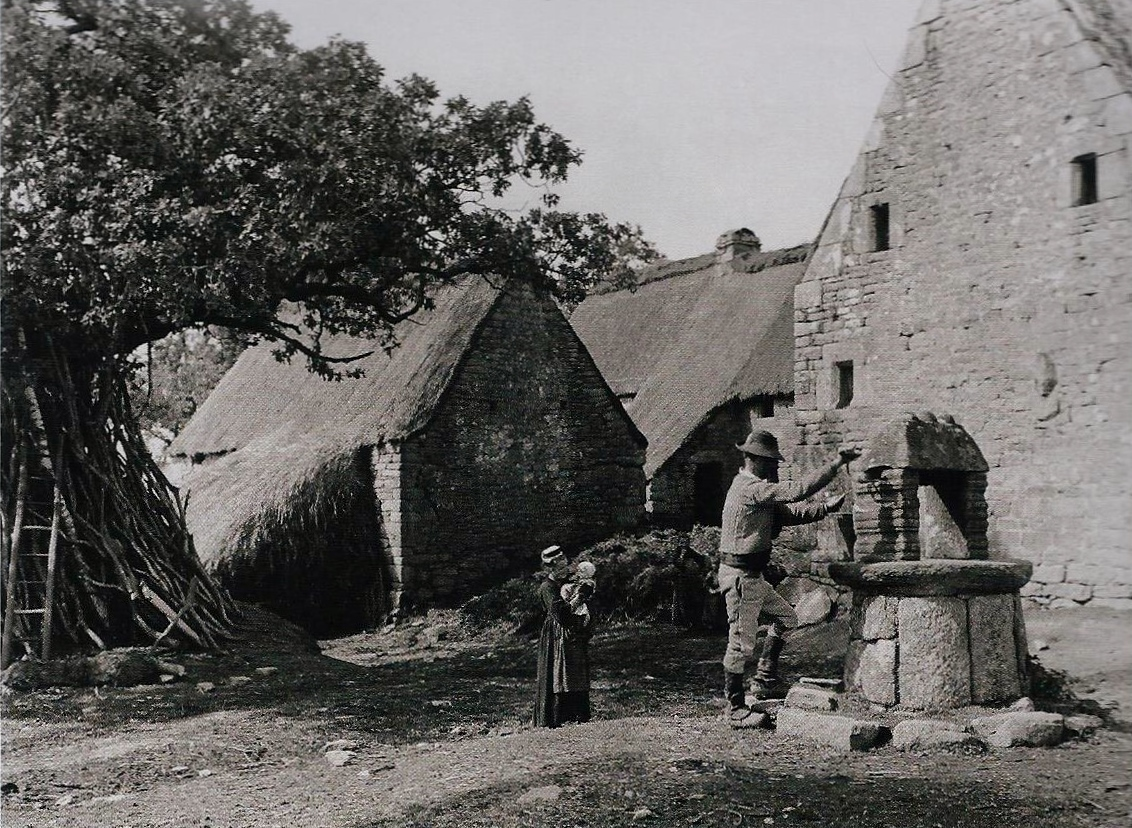
La ferme du Quinquis en Langonnet vers 1905 (photographie de Philippe Tassier)
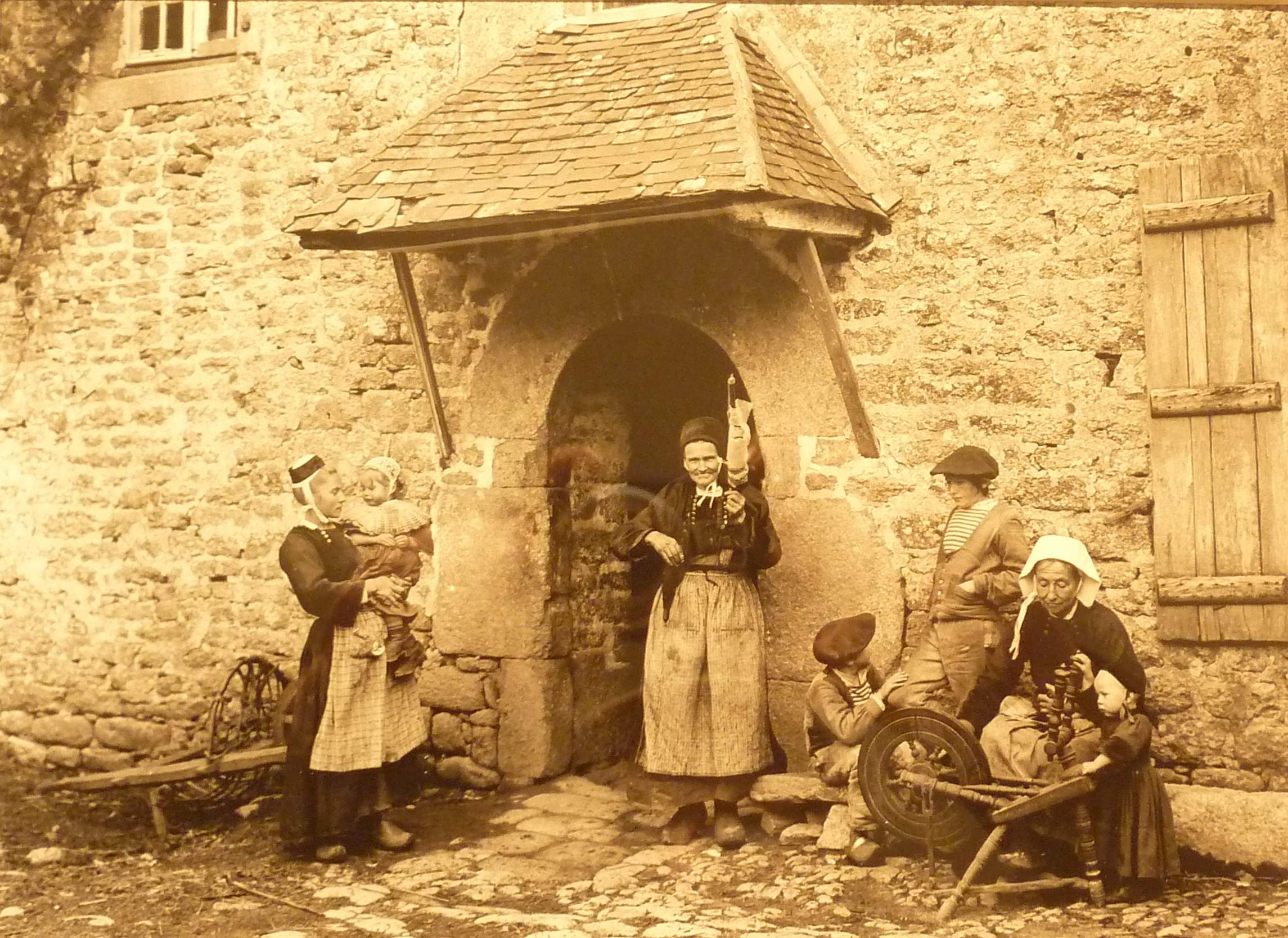
Langonnet : femmes au rouet et à la quenouille (photographie de Philippe Tassier, début XXe siècle).
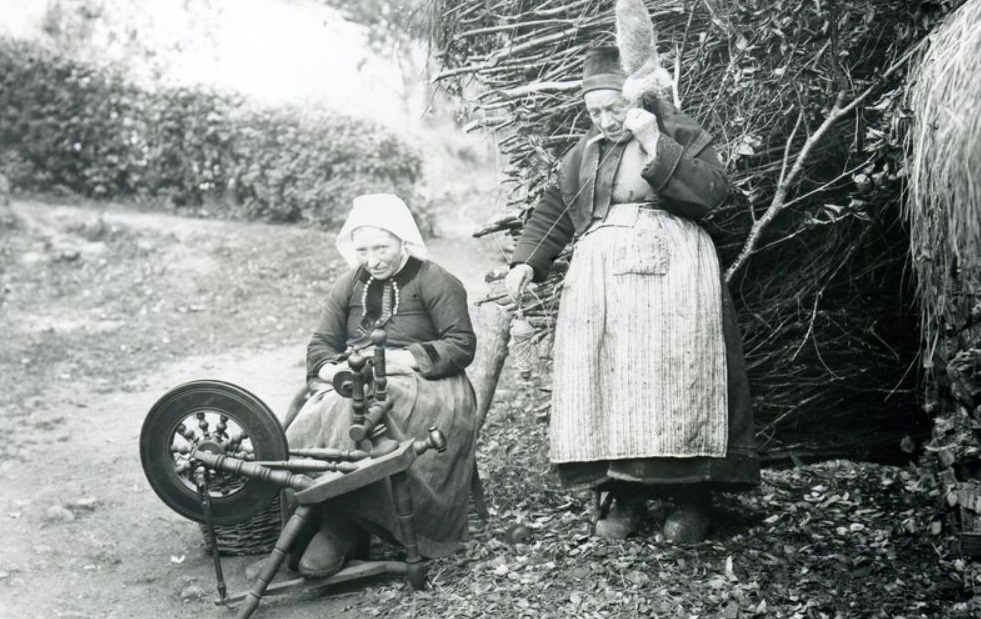
Fileuses à Langonnet (photographie de Philippe Tassier, début XXe siècle).
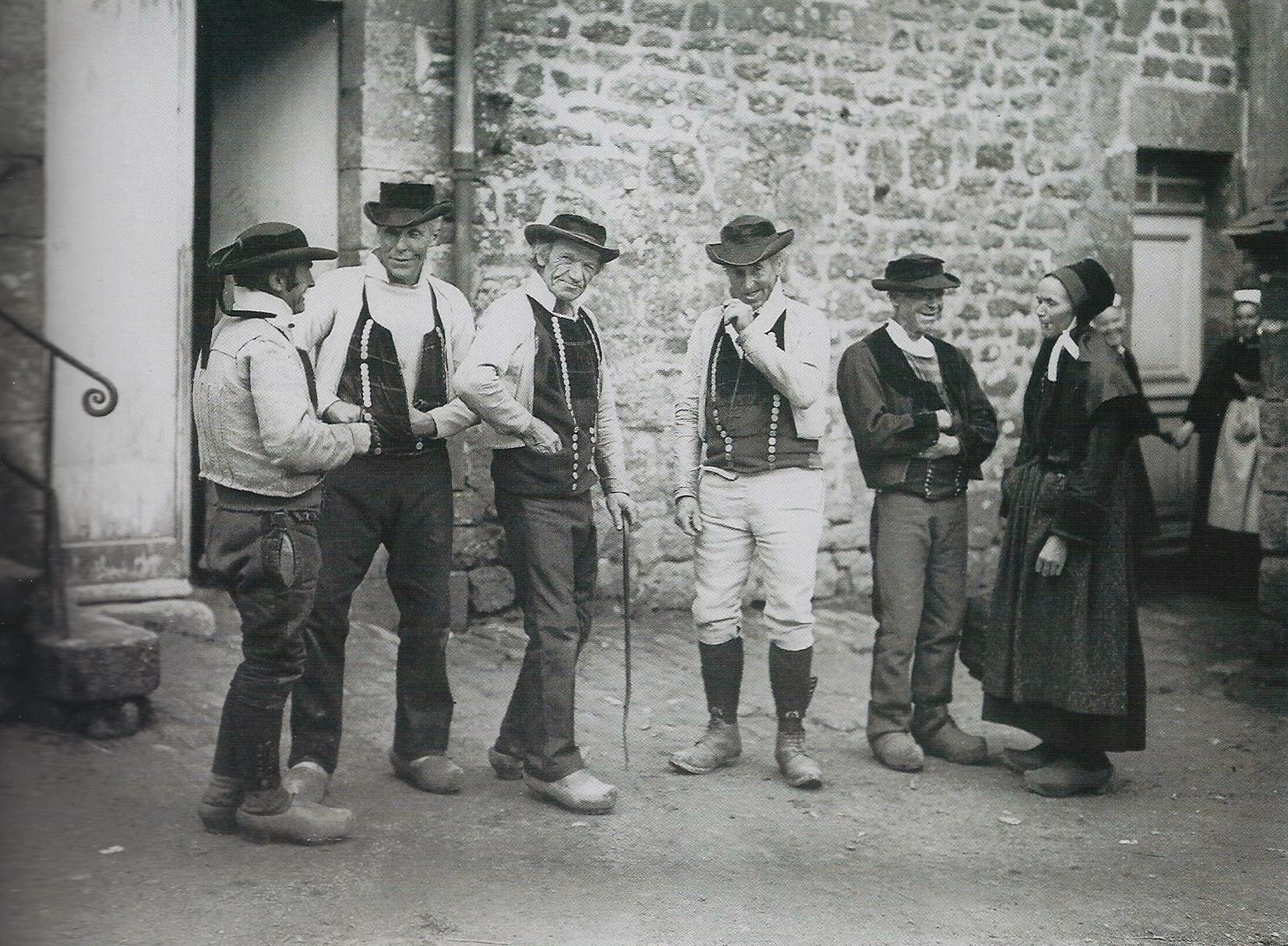
Langonnet : gens du pays dans la cour de l'auberge (photographie de Philippe Tassier, début XXe siècle).

Au début du XXe siècle les femmes de Langonnet portaient un capot appelé kapot ribot ou une coiffe en toile légère de couleur blanche appelée diouskouarn ar pimoc'h c'est-à-dire en français oreilles de cochons car sa forme évoquait les grandes oreilles pendantes de cet animal. Plus tard cette coiffe sera remplacée par la coiffe Giz Fouenn du pays de Pont-Aven. Les hommes de Langonnet portaient quant à eux un gilet dont les nombreux boutons n'étaient pas sans rappeler le costume mil bouton du Pays Pourlet.
Le 22 août 1903, les religieuses du bourg de Langonnet furent expulsées en vertu de la loi sur les congrégations, « aucune manifestation ne s'est produite, la supérieure ayant recommandé le plus grand calme ». Lors des élections législatives de 1906, le clergé local fit pression sur les électeurs, refusant l'absolution aux hommes et même aux femmes dont les maris ne voteraient pas bien, c'est-à-dire en faveur de Guy de Salvaing de Boissieu, lequel fut d'ailleurs réélu député.
Langonnet est desservi par une ligne de chemin de fer d'intérêt local à voie métrique allant de Lorient via Plouay à Gourin, dont la construction a été décidée en 1885, mais qui n'est déclarée d'utilité publique que le 22 avril 1902.. En 1911, la construction d'un quai, d'une halle et d'un pont à bascule est décidée à la gare de Langonnet.
En 1904 un poste de facteur receveur et en 1908, un service télégraphique municipal sont créés à Langonnet.

#### La Première Guerre mondiale
Le monument aux morts de Langonnet porte les noms de 186 soldats morts pour la France pendant la Première Guerre mondiale ; 14 d'entre eux au moins sont morts en Belgique (dont Joseph Even, décoré de la Médaille militaire et de la Croix de guerre); 3 dans les Balkans (Corentin Aguillard en Serbie le 6 décembre 1916 ; Jean Trouboul, décoré de la Croix de guerre, lui aussi en Serbie le 25 novembre 1918 et Joseph Marc'hadour en Bulgarie le 26 février 1919, morts de maladie tous les deux après l'armistice de 1918) ; Yves Hamonou est mort de maladie alors qu'il était prisonnier en Allemagne ; la plupart des autres sont décédés sur le sol français (parmi eux, Barthélémy Le Poder, décoré de la Médaille militaire ; Jean Laënnec et Jean Meillarec, tous deux décorés de la Croix de guerre ; Yves Poulizac, décoré de la Médaille militaire et de la Croix de guerre).

#### L'Entre-deux-guerres
Langonnet est desservi par trois gares du réseau breton jusqu'aux années 1950:
- Gare dite du Saint
- Gare de Langonnet
- Gare dite de Plouray (ou de la Magdeleine)

De nombreux jeunes de la commune continuent à émigrer : par exemple Yves Le Roux, né le 22 février 1887 à Langonnet, émigre en 1928 aux États-Unis, travaillant d'abord chez Michelin à Milltown (New Jersey) avant de tenir un bar clandestin (speakeasy) à New York à l'époque de la prohibition ; revenu à Langonnet, probablement pour échapper au FBI (il aurait eu des accointances avec la pègre américaine et notamment avec Al Capone), il fut pendant la Seconde Guerre mondiale d'abord collaborateur puis cacha des résistants ; il mourut en 1971, victime d'un accident d'automobile.

#### La Seconde Guerre mondiale
Le monument aux morts porte les noms de 24 personnes mortes pour la France pendant la Seconde Guerre mondiale ; parmi elles Joseph Hamoignon, mort en captivité en Allemagne au stalag IV-B le 6 juillet 1941 à Mühlberg, et Joseph Leannec, mort le 23 mars 1945 au Tonkin.
Un maquis a existé dans le Bois de Conveau et ses environs.
Une stèle commémorative située le long de la route D 187 entre Le Saint et Langonnet, à 500 m du lieu-dit Toul-Trincq, porte l'inscription : "A la mémoire de l'équipage du bombardier " Vickers Wellington" de la Royal Canadian Air Force qui s'est écrasé le 7 décembre 1942".

#### L'après-Seconde-Guerre-mondiale
Cinq soldats (L. Baniel, P. Braban, Y. Faucheur, Jh Trevetten, Jean Calvez) originaires de Langonnet sont morts pendant la Guerre d'Indochine et deux (François Baniel, L. Petro) pendant la Guerre d'Algérie.
Entre 1948 et 1953, Langonnet vit émigrer au Canada 59 de ses habitants. D'autres partirent aux États-Unis. Entre 1946 et 1956, Langonnet passe de 4 407 à 3 420 habitants.
Un petit gisement alluvionnaire (600 000 m3) de cassitérite, un minerai stannifère a été exploité entre 1974 et 1975 à Langonnet par la COMIREN (Compagnie des Mines de Saint-Renan).

### LeXXIesiècle
Une tornade provoqua des dégâts, principalement des toitures de hangars emportées, le samedi 9 mai 2020,.
Un projet d'installation d'un parc éolien composé de 3 machines au nord de la commune, à proximité de la calotte Saint-Joseph, rencontre un fort mouvement d'opposition de la part d'une partie des habitants de la commune. Un premier projet d'installation de 6 machines au même endroit avait été débouté en 2012 par la justice, le secteur étant considéré comme zone naturelle remarquable. Une association nommée Vents de Folie a vu le jour pour s'opposer au projet.

## Blasonnement
|  | Les armoiries de Langonnet se blasonnent ainsi : D’azur à deux épées d’or passées en sautoir soutenant une couronne antique d’argent chargée de trois mouchetures d’hermine de sable. Conc. B. Frelaut. |

## Population et société

### Démographie

#### Évolution démographique
L'évolution du nombre d'habitants est connue à travers les recensements de la population effectués dans la commune depuis 1793. Pour les communes de moins de 10 000 habitants, une enquête de recensement portant sur toute la population est réalisée tous les cinq ans, les populations de référence des années intermédiaires étant quant à elles estimées par interpolation ou extrapolation. Pour la commune, le premier recensement exhaustif entrant dans le cadre du nouveau dispositif a été réalisé en 2007.

En 2022, la commune comptait 1 851 habitants, en évolution de +2,38 % par rapport à 2016 (Morbihan : +3,82 %, France hors Mayotte : +2,11 %).
| 1793  | 1800  | 1806  | 1821  | 1831  | 1836  | 1841  | 1846  | 1851  |
| ----- | ----- | ----- | ----- | ----- | ----- | ----- | ----- | ----- |
| 3 306 | 3 020 | 2 924 | 2 278 | 2 715 | 3 432 | 3 442 | 3 714 | 3 442 |

| 1856  | 1861  | 1866  | 1872  | 1876  | 1881  | 1886  | 1891  | 1896  |
| ----- | ----- | ----- | ----- | ----- | ----- | ----- | ----- | ----- |
| 3 427 | 3 629 | 4 024 | 3 417 | 3 929 | 3 673 | 3 710 | 3 666 | 3 681 |

| 1901  | 1906  | 1911  | 1921  | 1926  | 1931  | 1936  | 1946  | 1954  |
| ----- | ----- | ----- | ----- | ----- | ----- | ----- | ----- | ----- |
| 3 982 | 4 123 | 4 450 | 4 494 | 4 437 | 4 848 | 4 358 | 4 407 | 3 420 |

| 1962  | 1968  | 1975  | 1982  | 1990  | 1999  | 2006  | 2007  | 2012  |
| ----- | ----- | ----- | ----- | ----- | ----- | ----- | ----- | ----- |
| 3 083 | 2 791 | 2 373 | 2 106 | 2 005 | 1 918 | 1 908 | 1 907 | 1 894 |

| 2017  | 2022  | - | - | - | - | - | - | - |
| ----- | ----- | - | - | - | - | - | - | - |
| 1 757 | 1 851 | - | - | - | - | - | - | - |

Comme nombre de communes rurales du Bretagne, Langonnet connaît un déclin depuis le « miracle breton » (i.e. la révolution agricole des années 1950 qui mit fin à la civilisation paysanne traditionnelle en Basse-Bretagne et vit le basculement linguistique du breton vers le français). En effet, le nombre d'habitants est passé de près de 5000 après la Seconde Guerre mondiale à un peu moins de 2 000.
Ces chiffres résument le drame de ces communes rurales qui se dépeuplent. De nombreux hameaux où vivaient autrefois plusieurs familles (de grande taille) d'agriculteurs, n'accueillent plus qu'un ou deux couples d'agriculteurs.
Notons cependant que cela est contrebalancé par l'arrivée de quelques familles étrangères, notamment anglaises, qui ont restauré plusieurs fermes à l'abandon depuis les années 1980.

#### Pyramide des âges
La population de la commune est relativement âgée.
En 2018, le taux de personnes d'un âge inférieur à 30 ans s'élève à 24,2 %, soit en dessous de la moyenne départementale (31,2 %). À l'inverse, le taux de personnes d'âge supérieur à 60 ans est de 38,9 % la même année, alors qu'il est de 31,3 % au niveau départemental.
En 2018, la commune comptait 905 hommes pour 834 femmes, soit un taux de 52,04 % d'hommes, largement supérieur au taux départemental (48,49 %).
Les pyramides des âges de la commune et du département s'établissent comme suit.
| Hommes | Classe d’âge | Femmes |
| ------ | ------------ | ------ |
| 1,8    | 90 ou +      | 2,7    |
| 12,5   | 75-89 ans    | 16,3   |
| 22,4   | 60-74 ans    | 22,4   |
| 21,6   | 45-59 ans    | 21,7   |
| 15,4   | 30-44 ans    | 15,0   |
| 10,8   | 15-29 ans    | 8,0    |
| 15,4   | 0-14 ans     | 13,9   |

| Hommes | Classe d’âge | Femmes |
| ------ | ------------ | ------ |
| 0,8    | 90 ou +      | 2,2    |
| 8,5    | 75-89 ans    | 11,6   |
| 20,5   | 60-74 ans    | 21,6   |
| 20,6   | 45-59 ans    | 20     |
| 17     | 30-44 ans    | 16,3   |
| 15,5   | 15-29 ans    | 13     |
| 17,1   | 0-14 ans     | 15,2   |

## Lieux et monuments

### Sites naturels
- Vallée du Haut Ellé
- Forêt de Conveau

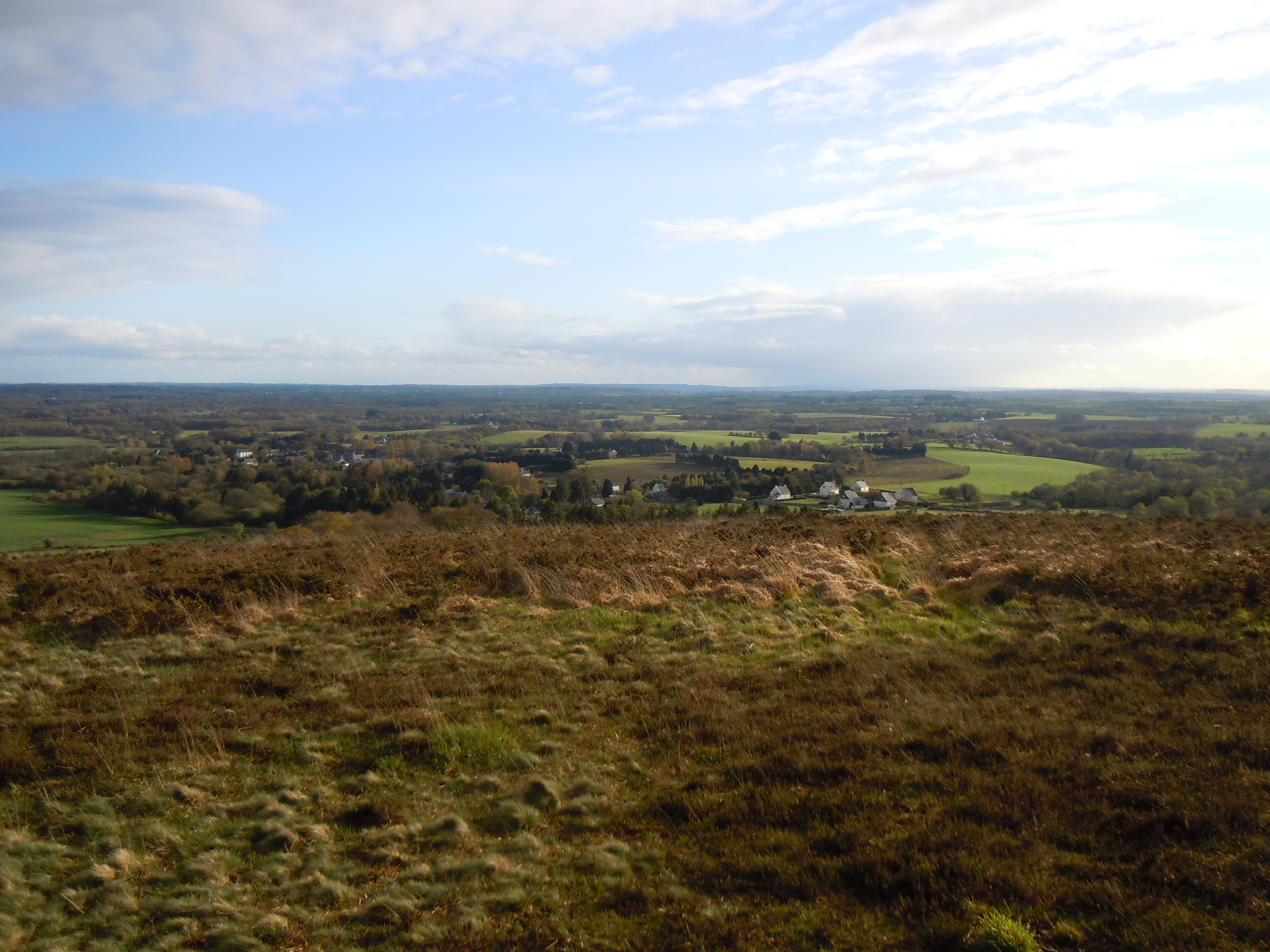
Vue panoramique en direction du sud depuis la calotte Saint Joseph, en contrebas le bourg de La Trinité-Langonnet.

- La Calotte Saint Joseph : Depuis ce sommet aux formes arrondies couvert de landes, un vaste panorama de 360° s'offre à la vue. En direction du nord l'horizon est limité par la proche colline du Menez Du et en direction du sud-est par la ligne de crête de Saint Tugdual tandis qu'en direction du sud et du sud-ouest, l'absence de véritables reliefs permet de voir très loin. Au pied de la colline, on aperçoit le bourg de La Trinité et plus loin en direction du sud-est, le bourg de Plouray. Une table d'orientation est située au sommet de la calotte.
- Le Roc de la Madeleine (dont le rocher situé au sommet n'existe plus aujourd'hui).

### Vestiges préhistoriques et antiques
Il subsiste quelques vestiges de la préhistoire :
- Tumulus de Kermain ; il est situé le long du chemin de petite randonnée allant du bourg de Langonnet à l'abbaye de Langonnet en passant par l'étang de Langonnet.
- Tumulus de Bodven[90].
- Menhir de Bodero[91].

Des traces d'habitations gauloises ont été découvertes au moulin de Lopiriac (sur l'Ellé), ainsi qu'un village celte un peu plus loin.

### Édifices religieux

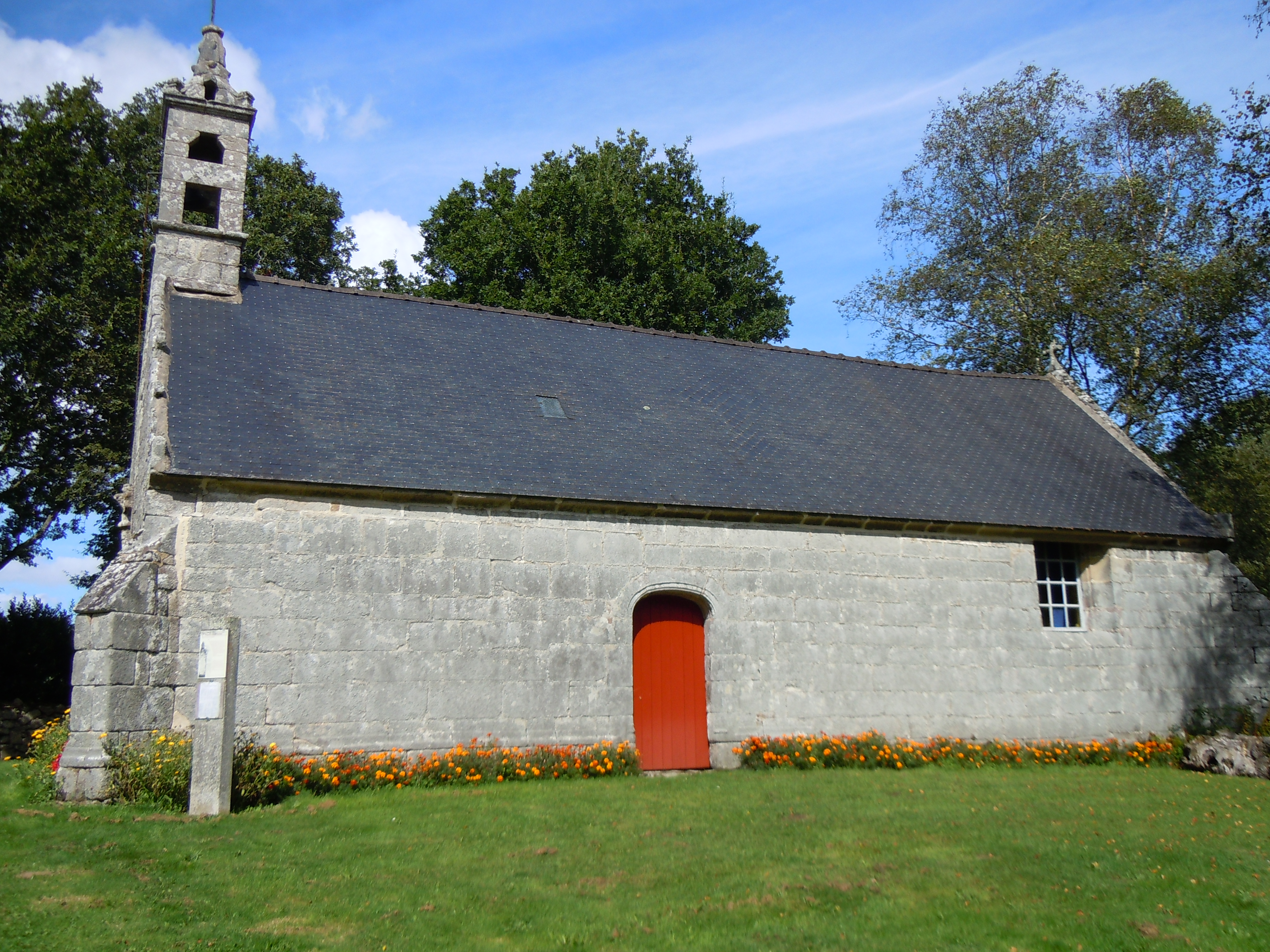
Chapelle Saint-Brendan.

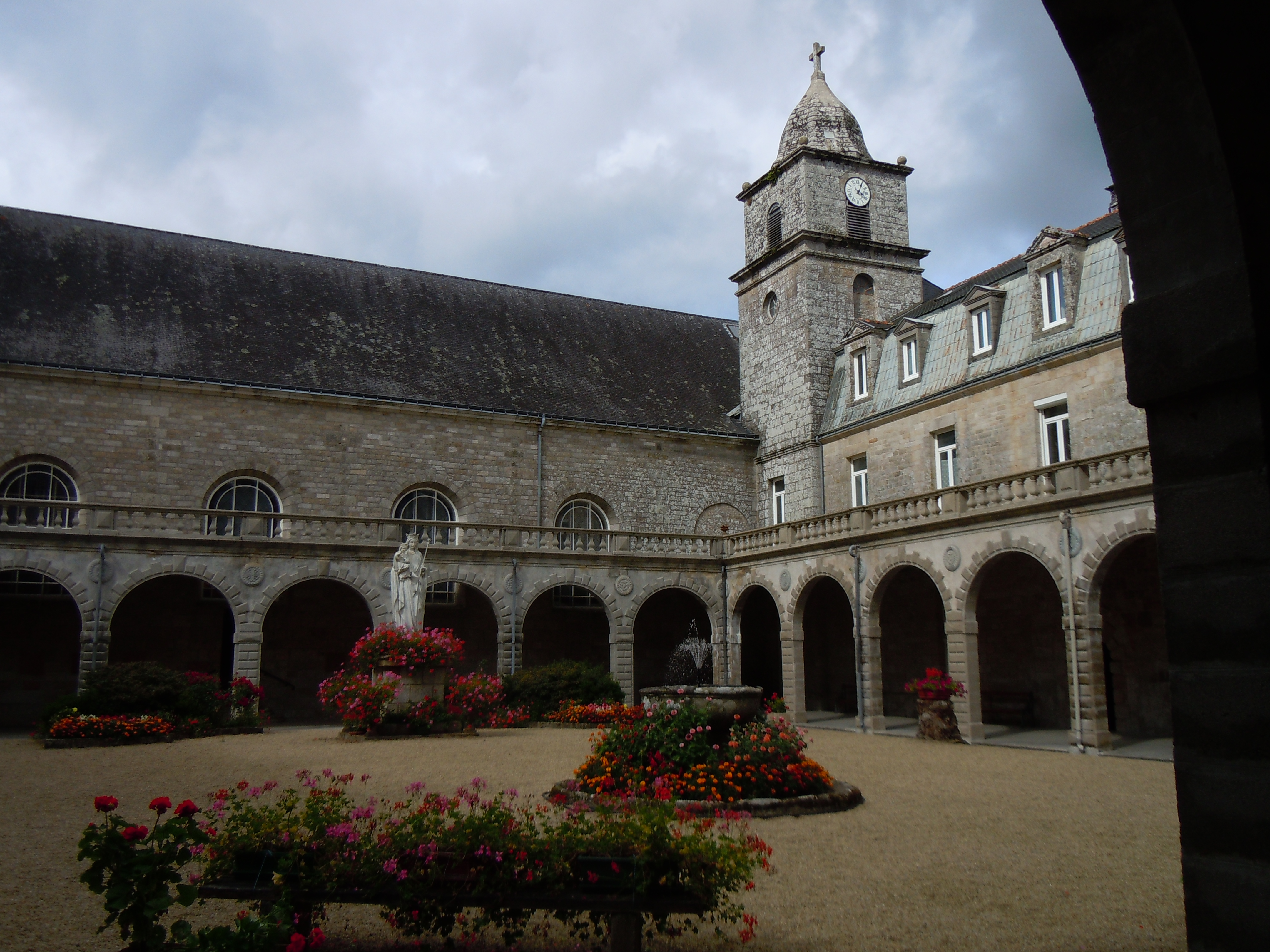
Le cloître de l'abbaye.

La région de Langonnet (en particulier Priziac et La Trinité) possède de très anciens monuments religieux datant de l'époque romane et retravaillés par la suite. On a pu dire qu'il existait dans cette partie de la Cornouaille morbihannaise un art spécifique. En effet, le style des chapiteaux n'est pas sans rappeler l'art celte. Il semble que la tradition celtique s'y soit très longtemps maintenue. On trouvera le même genre de chapiteaux et de vestiges romans dans l'église de La Trinité-Langonnet.
- Église paroissiale Saint-Pierre-et-Saint-Paul

L'église paroissiale de Langonnet est une ancienne abbatiale bénédictine datant de la fin du XIe siècle. Certains de ses chapiteaux datent du siècle des grands rois bretons : motifs enroulés, animaux stylisés, combinaisons linéaires..., caractéristiques de l'art celtique. L'édifice a été rénové au XVIe siècle en style gothique flamboyant. L'abbaye a laissé sa trace dans la toponymie, abbaty zu, du nom du costume des moines bénédictins.
- Le calvaire de l'ancien cimetière situé dans le square au sud de l'église.
- Chapelle Neuve de Langonnet
- Église de la Trinité-Langonnet
- Chapelle Saint-Brendan ; (fin du XVIe siècle) : La chapelle est dédiée à saint Brendan, moine et grand navigateur irlandais qui séjourna 25 ans en Bretagne. Sur le pignon Est de l'édifice se trouvent les armoiries de la famille Bouteville sur les terres de laquelle la chapelle a été érigée. Elle abrite une statue polychrome datant du XVIe siècle représentant saint Adrien revêtu d'une armure et qui était autrefois installée dans la chapelle de kermain. Il existait un coffre de fabrique monochrome vert qui malheureusement a été brulé au début des années 2000 dans un des feux de la Saint-Jean organisé par le comité de la chapelle. La réfection de la toiture et divers travaux de maçonnerie ont été récemment entrepris.
- Chapelle Sainte-Magdeleine (XVIe siècle)
- Chapelle Saint-Germain (XVIe siècle)
- Le chemin des fontaines

Les différentes chapelles sont l'objet d'animations lors des pardons ou lors des fêtes de quartiers.
- Abbaye Notre-Dame de Langonnet : Elle a été fondée en 1136 par Conan III, duc souverain de Bretagne. Elle fut reconstruite en partie au XVIIe siècle. La salle capitulaire est le seul vestige de l'édifice du XIIIe siècle. L'abbaye sert actuellement de lieu de repos pour les missionnaires âgés et elle abrite un musée colonial africain.

### Châteaux, manoirs et mottes castrales
- Manoir de Kermain : (XVIe siècle) ;

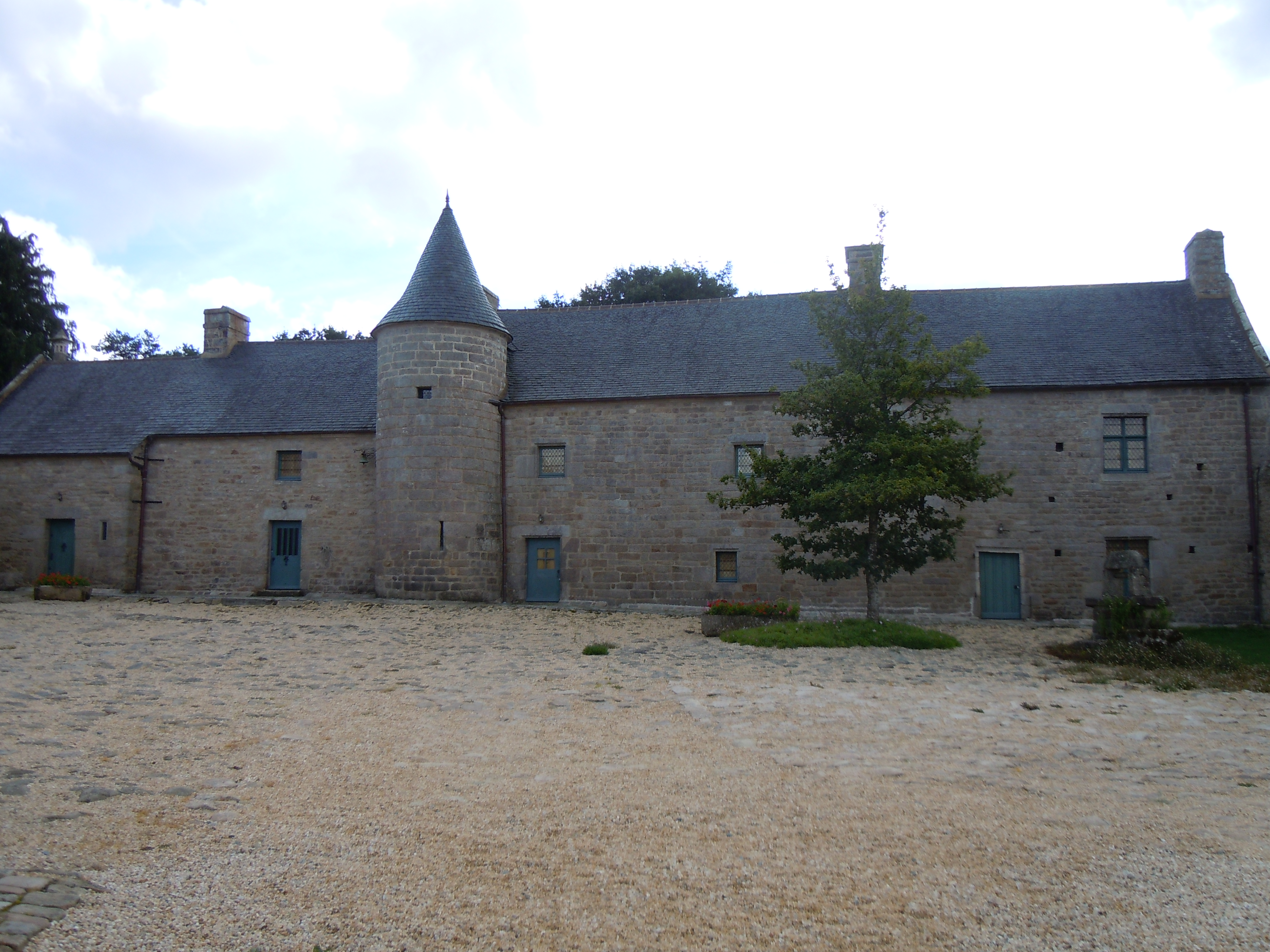
Manoir de Kermain.

- Manoir de Kerliniou : (XVIIe siècle), inscrit à l'inventaire général du patrimoine culturel en 2002[92] ;
- Manoir de Barrach, inscrit à l'inventaire général du patrimoine culturel[93] ;
- Manoir du Gouleis, (XVIIe et XIXe siècles), inscrit à l'inventaire général du patrimoine culturel[94] ;
- Manoir du Grand Borin, XVIe et XVIIe siècles, inscrit à l'inventaire général du patrimoine culturel[95] ;
- Motte de Kermain : Moyen Âge ;
- Motte de Parc Er Butte Bihan inscrite à l'inventaire général du patrimoine culturel[96].

### Maisons et autres établissements
On peut également voir l'ancien site médiéval du bourg, Saint-Maur, dans les bois, dont il ne reste plus que les fondations.

## Politique et administration

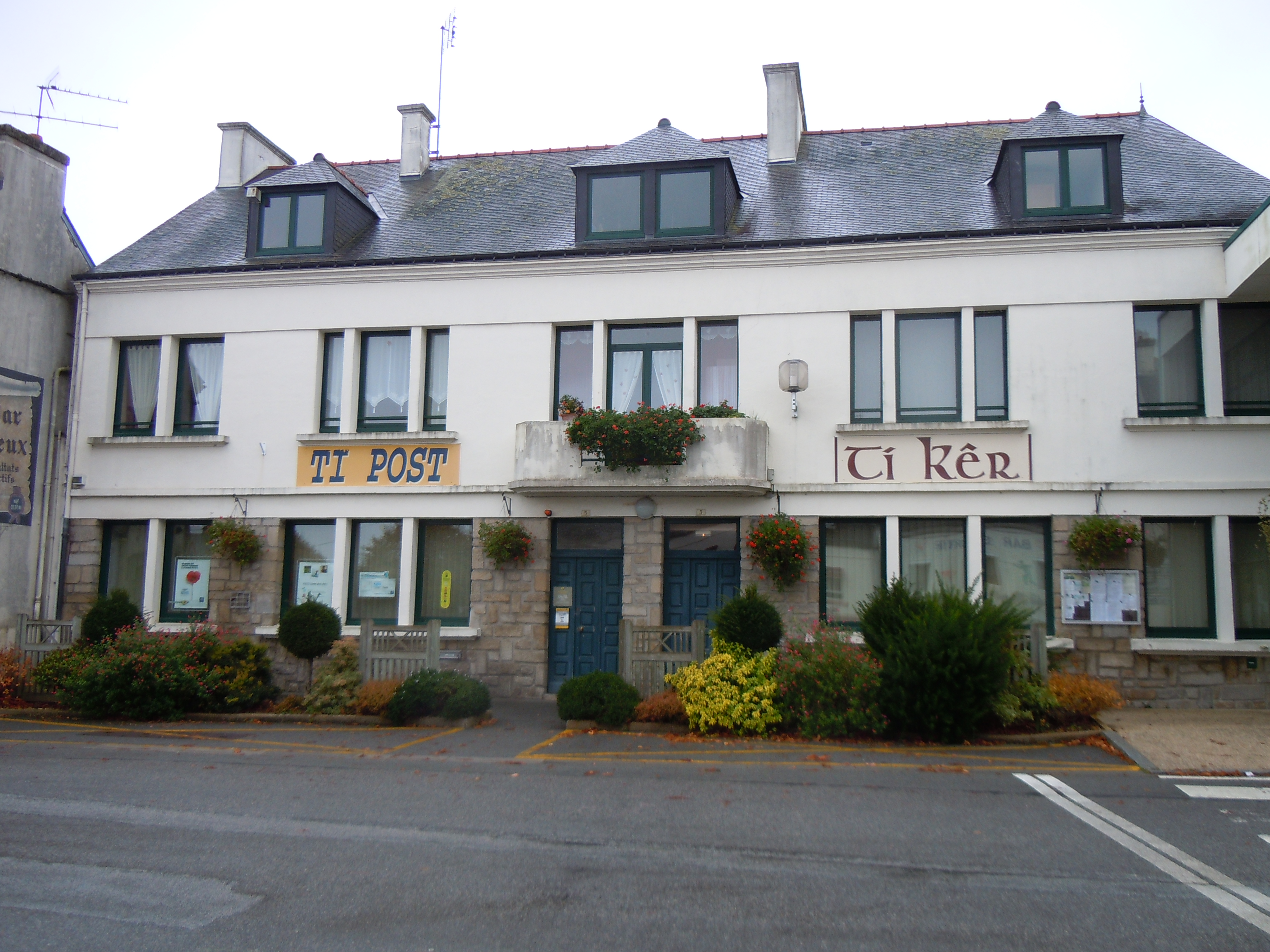
La mairie et le bureau de poste.

| Période                       | Période                           | Identité               | Étiquette | Qualité                                                                 |
| ----------------------------- | --------------------------------- | ---------------------- | --------- | ----------------------------------------------------------------------- |
| 1801                          |                                   | Nicolas Yves Le Clech  |           | Notaire royal. Déjà maire en 1792. Il fut capitaine des Chouans.        |
| 18 septembre 1821             |                                   | Barthélémy Le Guern    |           | Laboureur.                                                              |
| 13 octobre 1826               |                                   | Gabriel Félix Le Clech |           | Notaire. Frère de Nicolas Yves Le Clech, qui fut maire précédemment.    |
| 10 novembre 1840              |                                   | Barthélémy Le Bihan    |           | Propriétaire cultivateur.                                               |
| 03 mars 1844                  |                                   | Yves Le Bihan          |           | Propriétaire cultivateur. Fils de Barthélémy Le Bihan, maire précédent. |
| 1852                          |                                   | Quinchez.              |           | Sous-directeur du haras de Langonnet.                                   |
| 26 octobre 1854               |                                   | Le Boursicot (fils)    |           |                                                                         |
| 24 septembre 1865             | 16 mars 1874                      | Julien Le Boursicot    |           | Agriculteur. Réélu le 04 septembre 1870.                                |
| 16 mars 1874                  | 07 octobre 1876                   | Nicolas Le Du          |           |                                                                         |
| 08 octobre 1876               | 26 octobre 1876 (décès)           | Julien Le Boursicot    |           | Déjà maire entre 1865 et 1874.                                          |
| 26 octobre 1876 (par intérim) | mars 1877                         | Alexandre Broustal     |           |                                                                         |
| fin mars 1877                 |                                   | Louis Marie Cloarec    |           | Cultivateur propriétaire.                                               |
| 05 mai 1900                   | 1913                              | Joseph Marie Droual    |           | Cultivateur. Réélu le 19 mai 1912. Décédé pendant son deuxième mandat.  |
| 02 novembre 1913              | 17 mai 1925                       | Louis Broustal         |           | Réélu le 07 décembre 1919.                                              |
| 17 mai 1925                   | 19 mai 1929                       | Louis Guilchet         |           |                                                                         |
| 19 mai 1929                   | 15 mai 1935                       | Yves Trouboul          |           | Cultivateur.                                                            |
| 15 mai 1935                   | 28 juin 1936                      | Louis Guilchet         |           | Déjà maire entre 1925 et 1929.                                          |
| 28 juin 1936                  | 10 mai 1953                       | Charles Michel         |           |                                                                         |
| 10 mai 1953                   | 02 mars 1959                      | Germain Ihuellou       |           |                                                                         |
| 02 mars 1959                  | 20 mars 1977                      | Maurice Cadic          |           |                                                                         |
| 20 mars 1977                  | 24 mars 1989                      | Joseph Le Puil         |           | Réélu le 13 mars 1983.                                                  |
| 24 mars 1989                  | 2001                              | Lucien Stéphant        |           | Réélu le 16 juin 1995.                                                  |
| 2001                          | 27 mai 2020 Réélu en 2008 et 2014 | Christian Derrien      | MBP       | Conseiller départemental de Gourin (2015 → 2021)                        |
| 27 mai 2020                   | En cours                          | Françoise Guillerm     |           |                                                                         |

## Langue bretonne

### Ya d'ar brezhoneg
L’adhésion à la charte Ya d'ar brezhoneg a été votée par le conseil municipal le 27 janvier 2005. La commune reçoit le niveau 2 de la charte le 8 novembre 2016, remise par le parrain et ancien habitant de la ville Alan Stivell.

### Enseignement
Une classe bilingue a été ouverte à l’école publique à la rentrée 2012. En 2018, 26 enfants y sont inscrits,.

## Les cercles celtiques
Langonnet comprend deux cercles celtiques :
- Celui de l'abbaye de Langonnet (Korollerien an Ellé),
- Celui de Langonnet proprement dit (War hent hon tadoù).

Sam Poupon créa le cercle de l'abbaye en 1950. Il fut l'un des premiers (après le groupe de Poullaouen) à relancer la danse bretonne. Le groupe du bourg fut créé à la fin des années 1950.
Le cercle celtique de l'abbaye de Langonnet, toujours en activité, existe depuis 1952. Creuset de tradition, il perpétue l'apprentissage de la danse bretonne. D'ailleurs certains de ses membres furent à l'origine d'autres cercles celtiques comme ceux du Croisty ou du Saint.
Le second avait disparu au cours des années 1980. De ce fait, de nombreux jeunes s'inscrivaient à cette époque au cercle de Gourin et surtout à celui du Croisty, très réputé et actuellement l'un des meilleurs groupes de la confédération War'l Leur. Le cercle de Langonnet fut recréé au milieu des années 1990. Il est affilié à War'l Leur (l'une des deux confédérations de cercles celtiques avec Kendalc'h). Malheureusement, le manque de disponibilité des adhérents ne permet plus d'assurer assez de spectacles pour être classé ; et de ce fait, le cercle celtique est actuellement en dormance.
Culturellement, pour les danses, Langonnet faisait partie du pays Chtou (qui n'avait pas le même prestige que les pays Fisel, Pourlet ou de l'Aven).

## Personnalités liées à la commune
- Maurice Duault plus tard vénéré sous le vocable de saint Maurice fut abbé de l'abbaye de Langonnet pendant une trentaine d'années avant de fonder l'abbaye Saint-Maurice de Carnoët.
- Le chanteur Alan Stivell de son nom Alain Cochevelou a demeuré au hameau de Kerglazen entre 1973 et 1990 avant d'aller habiter près de Rennes. Langonnet et Gourin sont les origines de sa famille paternelle. Il y réalise le disque E Langonned en 1974, un album fait à la maison mais, plus que cela, en Bretagne-même, après les années parisiennes.
- Le musicien Dom DufF y réside.